# Sjevernoamerički Indijanci
Sjevernoamerički Indijanci, sjeverna grana Indijanida, prastanovnika Sjeverne Amerike čiji su preci, prema teoriji o Beringovom prolazu, navodno porijeklom iz Azije, odakle su se na sjevernoameričko tlo, iz Sibirije prešavši na Aljasku, naselili za vrijeme posljednjeg ledenog doba, prešavši preko Beringovog prolaza.
O beringovoj teoriji prvi govori jezuitski svećenik Jose de Acost (1539-1600). Prema njemu prelazak je bio moguć zbog ledenog mosta kojeg naziva Beringia. Na područje Sjeverne Amerike različite skupine Indijanaca postepeno prelaze prije nekih 20.000 godina krečući se prema prema jugu u različitim smjerovima, uz povremena vraćanja i skretanja, raširivši se sve do krajnjeg juga Južne Amerike.
Kako se međusobno Indijanci razlikuju, uočljivo je da im je i porijeklo različito, a postoji i teorija da neke njihove skupine vode porijeklo iz Polinezije. Neke od skupina Indijanida na području Latinske Amerike poznate su kao brazilidi, centralidi, andidi, patagonidi i fuegidi.
Kako uopće među Indijanidima postoje rasne razlike, tako se donekle razlikuju i neke skupine sjevernih Indijanida. Jezično su podijeljeni su po brojnim porodicama, a kulturno se razlikuju po područjima na kojima su se nastanili.
Sjevernoamerički Indijanci su na području današnjeg SAD-a, Kanade i sjevernih dijelova Meksika razvili nekoliko tipova kulture, a prema tim kulturnim područjima dijelimo ih na:

## Kultura
Prema Clarku Wissleru (1870 - 1947) skupine Sjevernoameričkih Indijanaca prema kulturnim područjima su:
a) Subarktičke u najvećem dijelu Kanade i Aljaske. Oni su lovci i ribari. Ovom kulturnom krugu peripada toboggan, snježnje naočale i krplje. Karibu, sobovi i riba osnovna su hrana. Kora breze ima unačajnu ulogu u izradi kanua.
b) Uz pacifičku obalu Sjeverne Amerike, od Kalifornije pa do ušča Bakrene rijeke (Copper River), područje je bogatih društava orijentiranih prema oceanu. Oni su ribari, a neki poput Nootka i kitolovci. Ovo kulturno područje poznato je kao Sjeverozapadna obala. Među ovim plemenima bilo je i ljudožderstva i postojanja ropstva. Glavna plemena ili konfederacije, bili su Kwakiutl, Tsimshian, Haida i neki manji kao Eyak.
c) južno od subarktika nalaze se na području današnjeg SAD-a i dijelova južne Kanade područje uz rijeku Colombia, poznato kao Plato (Plateau). Oni su također ribari, ali znatno siromašniji od bogate Sjeverozapadne obale. Pripadaju plemenima Šahaptina ili Čopaniša i i kontinentalnih Sališa (Salishan).
d) Kalifornija je posebno kulturno područje 'žeteoca' žira i divljeg kestena. Ova su plemena malena, uglavnom stalnonaseljena. Wintu, Karok, Chimariko, ezc.
e) Prerije su poznate po svojim najpoznatijim stanovnicima bizonima, glavnom hranom prerijskih Indijanaca. Najslavniji među njima zbog svog silovitog otpora bijelim osvajačima i svojim načinom života su Sioux, Kiowa, Arapaho, Cheyenne i Pawnee.
f) Veliki bazen, kraj je poznat po svojim slanim pustinjama i veoma oskudnim biljnim i životinjsklim svijetom. Dom je Zapadnih Šošona.
g) Jugozapad je domovina seoskih pueblo-Indijanaca, ratara koji žive u građevinama od ćerpiča. Poznati su po svojim kachinama i zmijskim Hopi-svećenicima. Njihovi susjedi i neprijatelji su tamošnji Apači.
h) Jugoistok, je područje dfanašnje Alabame, Floride, Georgije i Mississippija gdje žive ratarska plemena uzgajivača kukuruza. Kulturnom krugu pripada Busk Dance ili Ples zelenog kukuruza i crnog pića pa-sa-is-kit-a. Ovdje žive Creek ili Muskogee, Seminole, Alabame, i drugi.
i) Sjeveroistočne šume nalaze se na području oko Velikih jezera i atlantske obale od Pmalico sounda pa do zemlje Abenaka na sjeveru. To je dom Irokeza u Hurona, dugih kuća, i strašnih mućenja zarobljenika od strane pobjednika. Zbog silovitih i istrebljivačkih ratova njihova sela su zbog zašđtite okružena su palisadama. Onio su također uzgajivači kukuruza a postznavali su i hambare za koje Eva Lips kaže da nisu mogli ući ni miševi.

## Jezik
Jezici Sjevernoameričkih Indijanaca podijeljeni su na tridesetak porodica koje neki jezikoslovci klasificiraju u šest uglavnom hipotetskih ili pak znanstveno neutemeljenih velikih porodica, a to su Aztec-Tanoan, Na-Déné, Macro-Algonquian, Makro-siuska, Hokan i Penutian.
Velika porodica Aztec-Tanoan sastoji se od porodica:
a) Kiowa-Tanoan (s Kiowan i Tanoan); Uto-Aztecan (sa skupinama Nahuatlan, Taracahitian, Shoshonean, Piman s Pima; Coran).
b) Druga velika porodica Na-Déné obuhvaća porodice Eyak; Athapaskan s Apačima, Navaho, Khotana, Kutchin, etc; Koluschan s plemenima poznatima kao Tlingit i Skittagetan s plemenima Haida).
c) Macro-Algonquian obuhvaća porodice Algonquian; Ritwan od Wishoskan i Weitspekan, Attacapan; Chitimachan; Muskhogean; Natchesan; Tonkawan; i Tonikan. Bivša velika porodica Algonquian-Wakashan je nepriznata.
d) Macro-Suski jezici obuhvaćaju kadojsku, catawban, irokešku, siusku i juči.
e) Hokan, obuhvaća porodica Chimarikan s plemenom Chimariko;  Chumashan s plemenima Chumash; Esselenian s plemenom Esselen; Guaycuran s plemenima Waicuri, Pericu, etc.; Jicaquean s plemenom Jicaque; Kulanapan s plemenima Pomo; Palaihnihan s plemenima Achomawi i Atsugewi; Quoratean s plemenom Karok; Salinan s istoimenom plemenom; Sastean s plemenima Shasta; Serian s plemenima Seri; Tequistlatecan s Tequistlatec i Huamelultec; Tlapanecan s Tlapanec, Maribichicoa i Subtiaba; Yanan s Yahi i Yana; Yuman s brojim plemenima: Yuma, Maricopa, Mohave, etc.; Washoan s Washo; i Yurumanguí.

## Plemenski popis
| - .nkee'us (.s.nkeie'usox) →Sinkiuse-Columbia | - .tskowa'xtsEnux (.skowa'xtsEnEx, Moses Columbia) →Sinkiuse-Columbia |

| - .nkee'us (.s.nkeie'usox) →Columbia - .skowa'xtsEnEx =.tskowa'xtsEnux - .tskowa'xtsEnux (.skowa'xtsEnEx, Moses Columbia, Moses Band) →Columbia - Aä'ninena =Atsina - Aba, Teksas - Abasopalme, - Abau - Abenaki →Algonquian, Maine. Plemena: Ossipee, - Abihka, → Muskogee - Abitibi, →Algonkin - Abnaki konfederacija, →Algonquian, Maine. Plemena: Amaseconti, Androscoggin, Kennebec, Maliseet, Ouarastegouiak, Passamaquoddy, Patsuiket, *Penobscot, Pigwacket, Rocameca, Sokoni, Wewenoc - Abriache - Absaroka =Crow - Acafe, Coahuila. - Acaxee, →Taracahitian, Sinaloa, Durango. Skupine: Acaxee, Sabaibo, Tebaca, Papudo, Tecaya - Acaxee vlastiti, →Acaxee, Sinaloa, Durango. - Accohannock =Accohanoc - Accohanoc, →Powhatan konfederacija - Accomac, →Powhatan konfederacija - Accominta, →Pennacook konfederacija - Achire, →Guasave - Achomawi, Palaihnihan, Kalifornija. Achomawi, Astakiwi, Atuami, Hamawi, Hantiwi, Ilmawi, Madehsi, - Achomawi, → Achomawi - Achubale - Acolapissa →Muskhogean, Louisiana - Acolhua (Akolhuanci, Tezkukanci), →Aztec konfederacija, México, Meksiko. - Acoma, →Keres - Acoomemeck, →Nipmuc - Acquintanacsuak, →Conoy - Acuera →Timuquanan, Florida - Adai →Adaizan, Louisiana - Adaizan, porodica. Pleme: Adai - Adshusheer, →Catawba - Agaivanuna, →Paiute, Northern - Agawam, →Pocomtuc - Agawam, →Pennacook konfederacija - Agawam →Wampanoag - Agua Sucia - Aguacatec, - Aguacero, Nuevo León, meksiko - Aguajuani - Aguapalam - Aguastaya - Aguida - Ahahpitape, →Piegan. - Ahantchuyuk (Pudding River Indijanci) →Kalapooian, Oregon - Ahehouen - Ahkaiksumiks, →Kainah (Blood) - Ahkaipokaks, →Kainah (Blood) - Ahkaiyikokakiniks, →Piegan. - Ahkotashiks, →Kainah (Blood) - Ahkwonistsists, →Kainah (Blood) - Ahomama, Coahuila. →Lagunero - Ahome, →Guasave, Sinaloa. - Ahotireitsu, →Shasta - Ahouerhopiheim - Ahousaht, →Nootka - Ahtena →Athapaskan, Aljaska. Skupine: Miduusky, Tatlazan, Ikherkhamut, Kangikhlukhmut, Kulchana, Kulushut, Shukhtutakhlit, Vikhit. - Ahualulco, Tabasco. - Aibine (Aibino), →Xixime. Sonora. - Aieli - Ais →Arawakan, Florida - Aisikstukiks, →Siksika - Aiticha, →Kings River Yokuts, - Akamnik, →Upper Kutenai - Akasquy - Akiskenukinik →Upper Kutenai - Akiyenik →Upper Kutenai - Akokisa - Akoklako =Lower Kutenai - Akwa’ala (Paipai), Yuman, Meksiko - Alabama →Muskhogean, Alabama - Alachome - Alaguilac, →Nahua, Gvatemala - Alamama, - Alasapas, Coahuila, Nuevo León. - Albivi, →Illinois - Alchedoma, Sonora. - Algonkin =Algonquin - Algonquian, porodica. Plemena: Algonkin, Brotherton, Cree, Malecite, Micmac, Montagnais, Naskapi, Mohegan, Niantic, Pequot, Illinois, Miami, Abnaki, Passamaquoddy, Penobscot, Conoy, Nanticoke, Massachuset, Nauset, Nipmuc, Pocomtuc, Wampanoag, Noquet, Ottawa, Potawatomi, Chippewa (Ojibwa), Atsina, Blackfoot (Siksika), Chowanoc, Hatteras, Machapunga, Moratok, Pamlico, Weapemeoc, Mahican, Metoac (Montauk), Wappinger, Pennacook, Delaware, Narraganset, Saluda, Cheyenne, Sutaio, Shawnee, Powhatan, Arapaho, Fox, Sac, Kickapoo, Menominee, Mascouten - Algonquin →Algonquian, Kanada. Skupine: Abitibi, Barrière, Barrière, Kichesipirini, Kipawa, Lac des Quinze, Maniwaki (River Desert), Ononchataronon, Timiskaming, Sagaiguninini, Weskarini. - Aliquis, San Luis. - Alliklik, →Shoshonean, Kalifornija - Almotu, →Palouse - Alsea →Yakonan, Oregon - Amacano ?, Florida - Amahami (Awaxawi) →Hidatsa - Amaseconti, →Abnaki konfederacija - Amatiha (Awatixa) →Hidatsa - Amediche - Amikwa, →Chippewa (Ojibwa) - Amimenipaty, →Unalachtigo - Amitagua, Coahuila. - Amonokoa, →Illinois - Amoskeag, →Pennacook konfederacija - Ampalamuyu, →Luckiamute - Ampishtna, →Calapooya - Amuchamne, →Plains Miwok - Amuzgo (Amishgo), - Anacanas, Tamaulipas. - Anachorema - Anadarko, →Hasinai konfederacija - Anagado - Anao - Anasaguniticook, =Androscoggin - Anathagua - Ancasiguaye, Tamaulipas. - Ancavistis, Chihuahua. - Anchanes, Chihuahua. - Anchimo - Anchose - Andacamino | - Andaste, =Susquehanna - Androscoggin (Amariscoggin, Ameriscoggin, Anasaguniticook, Arosaguntacook, Asschincantecook), →Abnaki konfederacija - Andshankualth, →Yamel - Andshimmampak, →Yamel - Anepo, →Kainah (Blood) - Angwassag, →Chippewa (Ojibwa) - Anibiminanisibiwininiwak, →Chippewa (Ojibwa) - Anizumne, Kalifornija. →Plains Miwok - Annaho - Annamessicks, →Nanticoke konfederacija - Annas - Apache →Athapaskan, Novi Meksiko. Plemena: San Carlos Apache, Chiricahua-Mescalero. - Apache Peaks, →San Carlos vlastiti - Apaconecas, Jalisco. - Apalachee →Muskhogean, Florida - Apalachicola →Muskhogean, Georgia - Apapax - Apatin - Apatsiltlizhihi, →Jicarilla - Apaysi - Apes, Coahuila. - Apiachi → Southern Valley Yokuts - Apikaiyiks, →Kainah (Blood) - Apikaiyiks, →Piegan. - Apikaiyiks, →Siksika - Apion - Apocanecas = Apaconecas - Apostata, a Tamaulipec - Applegate River Indijanci =Dakubetede - Appomattoc, →Powhatan konfederacija - Aputosikainah, →Kainah (Blood) - Apwarukei, → Atsugewi - Aquackanonk, →Unami (Swanton) - Ara, Chibchan. - Aranama, Teksas - Arapaho, Northern =Nákasine'na - Arapaho, Southern =Nawathinehena - Arapaho →Algonquian, Wyoming. Skupine: Nákasine'na (Báachinena, Northern Arapaho), Nawathinehena (Náwunena, Southern Arapaho), Aä'ninena (Hitúnena, Atsina, Gros Ventres of the Prairie), Bäsawunena, Hánahawunena (Aanû'nhawa) - Arawakan, Ais, Calusa, Guacata, Tekesta (Tequesta); plemena Timuquanan - Arbadao - Arcahomo - Arcos Buenos, - Arcos Pordidos, - Arcos Tirados - Arcos Tuertos - Arendahronon (Rock people), →Wendat (Huron) konfederacija - Aretino (Aretines), a Tamaulipec, Tamaulipas. - Arigames, Chihuahua. - Arihuman - Arikara →Caddoan, Sjeverna Dakota. Skupine: Awahu, Hukawirat, Tukatuk, Tukstanu. - Aripa, a Waicuri - Arivaipa, →San Carlos vlastiti - Arosaguntacook, =Androscoggin - Arrohattoc, →Powhatan konfederacija - Arseek →Nanticoke konfederacija - Asen Arcos - Ashepoo, →Cusabo - Asomoche, →Unalachtigo - Assiniboin →Siouan, Montana - Assunpink, →Unami (Swanton) - Astakiwi, → Achomawi - Atajal - Atakapa →Attacapan, Louisiana - Atanaguaypacam - Átanum-lema, →Yakima - Ataronchronon →Wendat (Huron) konfederacija - Atasacneu - Atasi, → Muskogee - Atastagonie - Atayo - Atchatchakangouen (Miami vlastiti), →Miami - Ateacari, Jalisco. - Atfalati →Kalapooian, Oregon - Athabaska, →Chipewyan - Athapaskan, porodica, Na-Déné. plemena: Ahtena, Apache, Applegate (Dakubetede), Bear River, Beaver (Tsattine), Carriers, Chasta Costa, Chetco, Chilcotin, Chilula, Chipewyan, Clatskanie, Dihai-kutchin, Dogrib (Tlingchadinne), Galice (Taltushtuntude), Han, Hareskin (Kawchottine), Hupa, Ingalik, Jicarilla, Kato, Kiowa Apache, Koyukon, Kutcha-kutchin, Kwalhioqua, Lassik, Lipan, Mattole, Mishikhwutmetunne (Coquille), Nabesna, Nahane, Nakotcho-kutchin, Naltunnetunne, Natsit-kutckin, Navaho, Nongatl, Sekani, Sinkyone, Slavey (Etchaottine), Stuwihamuk, Takkuth-kutchin, Tahltan, Tanaina, Tanana, Tatlit-kutchin, Tennuth-kutchin, Tolowa, Tranjik-kutchin, Tsetsaut, Tutchone, Tututni, Umpqua, Vunta-kutchin, Wailaki, Whilkut, Yellowknife (Tatsanottine). - Atia (&) Atiasnogue - Atsina (Hitúnena, Gros Ventre) →Algonquian, Montana - Atsuge → Atsugewi - Atsugewi. →Palaihnihan. Plemena ili skupine: Apwarukei, Atsuge - Attacapan, porodica. Plemena: Atakapa, Bidai, Deadose, Opelousa, Patiri, Tlacopsel, Akokisa - Attawaugan, →Nipmuc - Attignawantan (Attignaouentan, Attignousntan, bear people), →Wendat (Huron) konfederacija - Attigneenongnahac (Attiguenongha, cord people), →Wendat (Huron) konfederacija - Attiwandaronk (Neutral Nation) →Iroquoian, New York - Atuami, → Achomawi - Atzinca, Matlatzinca - Auk, → Tlingit - Auyapemes, Tamaulipas. - Avavare, Teksas - Avoyel (Tassenocogoula) →Natchesan, Louisiana - Awahu, →Arikara. Bande: Hokat, Scirihauk. - Awaitlala (A'wa'etlala), →Kwakiutl - Awaswas (Santa Cruz Costanoan), - Axion, →Unami (Swanton) - Ayaguas, Nuevo León. - Ayas, Coahuila. - Aycalme, Concho. - Aztec →Nahua, Meksiko. Plemena: Acolhua. Tabasco, Chiapas, Oaxaca, Puebla, Veracruz, Tlaxcala, Guerrero, México, Michoacán, Colima, Jalisco, Zacatecas, Aguascalientes, San Luis, Durango, Sinaloa. - Aztec-Tanoan, velika jezična porodica. Porodice: Uto-Aztecan, Kiowa-Tanoan. |

| - Báachinena =Nákasine'na - Babeles, Coahuila. - Babiamares, Coahuila. - Babine →Carrier. Skupine: Nataotin, Hwotsotenne - Babos, Chihuahua. - Babosarigames, Coahuila. - Bacabaches, Sonora. - Bacapas, Sinaloa. - Bachilmi, Concho - Baciroa (Basiroa), Taracahitian, Sonora. - Backhook →Pedee - Bagaces, →Nahua, Kostarika - Bagiopas, Sonora. - Bagoache, →Chippewa (Ojibwa) - Baguame, Coahuila. - Baimena, →Zoe, Sinaloa. - Bainoa, →Arawakan, Haiti. Skupine: Amaquei, Anninici, Atiec, Attibuni, Azzuei, Bauruco, Buiaz, Camale, Caunoa, Dabaigua, Dahibonici, Diaguo, Guahabba, Honorucco, Iacchi, Iagohaiucho, Maccazina, Maiaguarite, Neibaimao, Yaguana, Xaragua. - Bajunero - Bakreni Apači =Coppermine Apači - Bald Mountain Apači, →Tonto - Baldam, Mosquito - Balwisha, →Mono, Western - Bambana, →Misuluan, Nikaragva - Bamoa, →Cahita, Sinaloa. - Bankalachi, →Tübatulabal - Bannock, →Shoshonean, Idaho. Skupine: Kutsshundika (Buffalo-eaters), Penointikara (Honey-eaters), Shohopanaiti (Cottonwood Bannock), - Bannock Creek Shoshoni ili Kamdüka Shoshoni, →Northwestern Shoshoni - Baopapa, a Concho band. - Bapacora - Bapancorapinanaca, Coahuila. - Baquiobas, Sonora. - Barbareño Chumash, →Chumash, Kalifornija. - Barrière, →Algonkin - Bäsawunena, →Arapaho - Base'lelotsed, →Skagit - Basha'labsh, →Nisqually - Basiroa = Baciroa - Baska'dsadsiuk, →Skagit - Baske'kwiuk, →Skagit - Baslo'halok, →Skagit - Basopas, Sinaloa. - Bata - Batawat, →Wiyot - Batayogligla - Batucari, Sinaloa. - Batuco, Sonora. - Baturoques, Sonora. - Bauzarigames, Coahuila. - Bawihka, →Misuluan, Nikaragva - Baxaneros, Coahuila. - Bay du Noc, →Chippewa (Ojibwa) - Bayacatos, Sinaloa. - Bayano, →Cunan | - Baymunana, →Misuluan, Nikaragva - Bayogoula →Muskhogean, Louisiana - Bean - Bear Lake (Satudene), →Athapaskan. - Bear Lake Shoshoni →Northwestern Shoshoni - Bear people = Attignawantan - Bear River, →Athapaskan, Kalifornija - Bear River →Algonquian, Sjeverna Karolina - Beaver (Tsattine), →Athapaskan, Kanada. - Beaver Island Indijanci, →Chippewa (Ojibwa) - Bedonkohe →Mogollon Apači, - Beitonijure - Bella Bella (Bellabella) →Wakashan, Kanada. Skupine: Haisla, Heiltsuk - Bella Bella vlastiti, →Heiltsuk. Podskupine: Oealitk, Oetlitk, Kokaitk - Bella Coola →Salishan, Kanada - Beñemé =Vanyume - Benixono, =Cajonos. - Beothuk →Beothukan, Kanada - Beothukan, porodica. Pleme: Beothuk † - Betonukeengainubejig, →Chippewa - Biaras, Sinaloa. - Bibit - Bidai →Attacapan, Teksas - Big Rock, →Chippewa (Ojibwa) - Biitan-akiing-enabijig =Betonukeengainubejig - Biloxi →Siouan, Mississippi - Bis-kaiyaah (Bas-kaiya, Ch'inisnoo'-kaiyaah), →Eel Wailaki - Biskatronge - Black Seminole - Blackbird, →Chippewa (Ojibwa) - Blackfoot (Siksika) →Algonquian, Montana. Plemena: Siksika, Kainah (Blood), Piegan. - Blackfoot =Sihasapa - Blancos, Coahuila. - Blood =Kainah - Blount →Seminole - Boa, →Misuluan, Nikaragva - Bobida - Bobole, Coahuila. - Bocalo, Coahuila. - Bocas Prietas, Tamaulipas. - Bocoras, Coahuila. - Boise Shoshoni, →Northern Shoshoni. - Bokninuwad, →Tule-Kaweah Yokuts, - Bollanos, →Olamentke - Borobamo - Borrado, →Tamaulipec, Tamaulipas, Coahuila, Nuevo León. - Boruca, Chibchan, Kostarika - Brazos Largos - Bribri, a Chibchan - Brothertown, →Algonquian - Brulé (Upper, Lower), →Teton - Bruneau Shoshoni, →Northern Shoshoni. - Buena Vista Yokuts, Tulamni, Hometwoli (Humetwadi), Loasau, (Tuhohi, Tohohai, Tuohayi) - Burica, Chibchan Costa Rica. - Burnt Woods Chippewa, →Chippewa (Ojibwa) - Burucaca, a Chibchan Costa Rica |

| - Cabécar, talamancan, Kostarika. Lokalne skupine: Tariaca, Cabecar - Cabia. →Coahuiltecan (Swanton) - Cacafes. →Coahuiltecan (Swanton) - Cacalotito, →Concho - Cacaopera, matagalpa, Salvador - Cachopostal. →Coahuiltecan (Swanton) - Caddo, caddoan, Teksas: Hasinai, Kadohadacho, Natchitoches - Caddoan: Arikara, Caddo, Eyeish, Kichai, Pawnee - Cahinnio, →Kadohadacho - Cahita, Taracahitian. Plemena: Bamoa, Sinaloa (Cinaloa), Mayo, Tehueco, Yaqui, Zuaque - Cahokia, →Illinois konfederacija - Cahuilla, Shoshonean, Kalifornija - Caimanes, →Cuna - Cakchiquel, →Mayan - Calapooya, Kalapooian, Oregon: Ampishtna, Tsanchifin, Tsanklightemifa, Tsankupi, Tsawokot - Calcefar, →Unami - Callejue, →Waicuri - Calusa, arawakan, Florida - Camai. →Coahuiltecan (Swanton) - Camiltpaw →Wenatchee - Canarsee, →Unami - Cantuna. →Coahuiltecan (Swanton) - Canyon Creek Apači →Cibecue - Caparaz, Florida - Cape Fear, Siouan, Sjeverna Karolina - Cariban: Carif (Garifuna) - Carif (Garifuna), cariban, Honduras, Belize - Carrier (Takulli), athapaskan, Kanada. Babine, Južni Carrier, Sjeverni Carrier - Carrizo Apači →Cibecue - Casas Chiquitas. →Coahuiltecan (Swanton) - Casastles. →Coahuiltecan (Swanton) - Catapa, →Rama - Catawba, Siouan, Južna Karolina - Cathlacomatup, →Multnomah - Cathlacumup, →Multnomah - Cathlakaheckit, →Watlala - Cathlamet, chinookan, Washington - Cathlanaquiah, →Multnomah - Cathlapotle, chinookan, Washington - Cathlathlala, →Watlala - Catskill, →Munsee - Cava, Tonkawan, Teksas. - Cayuga, →Iroquois konfederacija - Cayuse (Wailetpu), Waiilatpuan, Oregon - Cazcan, nahua, Meksiko. Lokalne skupine: Coca, Tecuexe - Chaahl, →Haida - Chabanakongkomun, →Nipmuc - Chachambitmanchal, →Atfalati - Chachamewa, →Atfalati - Chachanim, →Atfalati - Chachaubunkkakowok, →Nipmuc - Chachif, →Atfalati - Chachimahiyuk, →Atfalati - Chachimewa, →Atfalati - Chachokwith, →Atfalati - Chagindueftei, →Atfalati - Chaguantapam. →Coahuiltecan (Swanton) - Chagustapa. →Coahuiltecan (Swanton) - Chahelim, →Atfalati - Chaicclesaht, →Nootka - Chakchiuma, Muskhogean, Mississippi - Chakeipi, →Atfalati - Chakutpaliu, →Atfalati - Chalal, →Atfalati - Chalawai, →Atfalati - Chaliva, dorasque, Panama - Chamampit, →Atfalati - Chamifu, →Santiam - Chamifu, →Yamel - Chamiwi, →Yamel - Champikle, →Yamel - Chañabal, mayan, Meksiko - Chanchampenau, →Santiam - Chanchantu, →Santiam - Changuena, Dorasque, Panama. Plemena: - Chantkaip, →Santiam - Chapamaco. →Coahuiltecan (Swanton) - Chapanaghtin, →Atfalati - Chapokele, →Atfalati - Chapungathpi, →Atfalati - Chasta Costa, Athapaskan, Oregon. - Chatagihl, →Atfalati - Chatagithl, →Atfalati - Chatagshish, →Atfalati - Chatakuin, →Atfalati - Chatamnei, →Atfalati - Chatilkuei, →Atfalati - Chatino, zapotecan, Meksiko - Chato, matagalpa, Honduras - Chatot, Muskhogean, Forida - Chaubatick, →Narraganset konfederacija - Chauchila vlastiti (Chaushila, Toholo), →Northern Valley Yokuts - Chauchila Yokuts, Lokalne skupine: Southern Valley Yokuts, Northern Valley Yokuts - Chaui (Grand Pawnee), →Pawnee - Chawasha, Chitimachan, Louisiana - Chawayed. →Atfalati - Chehalis, →Stalo - Chehalis, salishan, Washington - Chelamela (Long Tom Creek), Kalapooian, Oregon - Chelan, salishan, Washington - Chemehuevi, Shoshonean, Kalifornija. Lokalne skupine: Hokwaits, Kauyaichits, Mokwats, Moviats, Shivawach (Shivawats), Tümpisagavatsits (Timpashauwagotsits), Yagats - Chemoco. →Coahuiltecan (Swanton) - Chepenafa (Marys River), Kalapooian, Oregon - Cheraw, Siouan, Sjeverna Karolina - Cherokee, Iroquoian, Tennessee - Chesapeake, →Powhatan - Chetco, Athapaskan, Oregon. - Cheyenne, Algonquian, Južna Dakota - Chiaha, Muskhogean, Georgia - Chiapanec, Oto-Mangue, Meksiko - Chibchan: Boruca, Burucaca, Chaliva, - Chickahominy, →Powhatan - Chickasaw, Muskhogean, Mississippi - Chicomuceltec, mayan, Meksiko - Chicoutimi, →Montagnais-Naskapi - Chikauach, →Songish vlastiti - Chikohoki, →Unalachtigo - Chilanga, →Lenca, Salvador - Chilcotin, Athapaskan, Kanada. Lokalne skupine: Stone Chilcotin (Stonies) - Chilkat, →Tlingit - Chillicothe, →Shawnee - Chilliwack, →Stalo - Chilluckittequaw, chinookan, Washington - Chilucan, Forida - Chilula, Athapaskan, Kalifornija - Chimakuan, Chimakum, Hoh, Quileute. - Chimakum, chimakuan, Washington - Chimarikan: Chimariko - Chimariko, chimarikan, Kalifornija - Chimmesyan: Gitksan (Kitksan), Niska Tsimshian. - Chimnapum →Palouse - China Hat, →Heiltsuk - Chinantec, chinantecan, Meksiko. Podgrupa: Wahmi, - Chinantecan: Chinantec, - Chinarra →Concho - Chinchal, →Yamel - Chine, Forida - Chinipa, →Varohío - Chinook, chinookan, Washington - Chinookan: Cathlamet, Cathlapotle, Chilluckittequaw, Chinook, Clackamas, Clatsop, Clowwewalla, Multnomah, Skilloot, Wasco, Watlala, Wishram - Chintagottine (Katagottine), →Kawchottine (Hareskin), - Chipewyan, Athapaskan, Kanada. Lokalne skupine: Athabaska, Desnedekenade, Etheneldeli (Caribou-Eaters), Thilanottine. | - Chippewa (Ojibwa), Algonquian, Minnesota: Betonukeengainubejig, Kechegummewininewug, Kechesebewininewug, Kojejewininewug, Mukmeduawininewug (Pillagers), Munominikasheenhug, Ottawa Lake Men, Sugwaundugahwininewug, Wahsuahgunewininewug, Wazhush; Amikwa, Anibiminanisibiwininiwak, Bagoache, Gamiskwakokawininiwak, Gasakaskuatchimmekak, Gatagetegauning, Gawababiganikak, Kechepukwaiwah, Ketchewaundaugenink, Kishkawbawee, Matawachkirini, Mattagami, Mekadewagamitigweyawininiwak, Menitegow, Michilimackinac, Michipicoten, Midinakwadshiwininiwak, Misisagaikaniwininiwak, Miskwagamiwisagaigan, Nabobish, Nagonabe, Nameuilni, Nibowisibiwininiwak, Nipissing, Onepowesepewenenewak, Ontonagon, Oschekkamegawenenewak, Ouasouarini, Outchougai, Rice Lake, Shabwasing, Shaugawaumikong, Sukaauguning, Timagimi, Wabasemowenenewak, Wanamakewajejenik, Wapisiwisibiwininiwak, Wauswagiming, Wequadong, Wiaquahhechegumeeng, Winnebegoshishiwininewak - Chiricahua, →Gileño Apači - Chiricahua (Gileño), →Apači: Chiricahua, Mimbreño, Mogollon, Warm Spring - Chiricahua-Mescalero, →Apache: Chiricahua (Gileño), Mescalero - Chiru, Panama - Chisedec, →Montagnais-Naskapi - Chiska, →Yuchi - Chiskiac, →Powhatan - Chitimacha, Chitimachan, Louisiana - Chitimachan: Chawasha, Chitimacha, Washa, Yagenechito. - Chizo, →Concho - Chkungen, →Songish vlastiti - Chocheño →Costanoan - Chocho, popolocan, Meksiko - Choctaw, Muskhogean, Mississippi - Choinimni, →Kings River Yokuts - Choinok, →Southern Valley Yokuts - Chol, →Mayan - Cholulteca, Meksiko - Choluteca, manguean - Chontal, mayan, Tabasco - Choptank, →Nanticoke konfederacija. Bande: Ababco, Hutsawap, Tequassimo. - Chorti, mayan, Gvatemala, Hondueas - Chowanoc, Algonquian, Sjeverna Karolina - Choyapin tonkawan ili coahuiltecan, Teksas. - Chuapas. →Coahuiltecan (Swanton) - Chuchures, Panama - Chucunaque, →Cuna - Chuje, mayan, Gvatemala - Chukaimina, →Kings River Yokuts - Chukchansi vlastiti (Shukshansi, Shukshanchi), →Northern Foothill Yokuts - Chukchansi Youts. Lokalne skupine: Poso Creek Yokuts, Tule-Kaweah Yokuts, Kings River Yokuts, Northern Foothill Yokuts - Chulamni →Northern Valley Yokuts - Chumash (Santa Barbara), chumashan, Kalifornija. Plemena: Barbareño, Cuyama, Emigdiano, Island *Chumash, Obispeño, Purisimeño, Ynezeño (Santa Ynez Chumash), Ventureño, - Chumashan: Chumash. - Chumulu, →Dorasque - Chunut, →Southern Valley Yokuts - Cibecue Apači, →San Carlos Apache. Bande: Canyon Creek, Carrizo, Cibicue - Cibecue banda →Cibecue - Cimataguo. →Coahuiltecan (Swanton) - Cinaloa (Sinaloa), →Cahita - Cipi-winiuûk (River People), →Paskwawininiwug (Plains Cree) - Clackamas, Chinookan, Oregon - Clahclellah, →Watlala - Clahnaquah, →Multnomah - Clahoose, →Comox, - Clallam, salishan, Washington - Claninnata, →Multnomah - Clatchotin, →Tanana - Clatskanie, Athapaskan, Oregon. - Clatsop, Chinookan, Oregon - Clayoquot, →Nootka - Clemclemalats, →Cowichan - Cloquallum →Kwaiailk - Clowwewalla, Chinookan, Oregon - Cluetau. →Coahuiltecan (Swanton) - Coahuiltec, coahuiltecan, Texas, Meksiko - Coahuiltecan: Coahuiltec - Coano, Cora (Corachol) - Coapite, karankawan, Texas - Coaque (Coco), karankawan, Texas - Coaxet, →Wampanoag konfederacija - Coca, →Cazcan - Cochimi, yuman, Meksiko. Lokalne skupine: Laymon - Cochiti, →Queres - Cocomacaque (Cocomacague), →Pima Bajo - Cocomeioje. →Coahuiltecan (Swanton) - Coconoon, →Northern Valley Yokuts - Cocopa, Yuman, Arizona - Cocora, →rama, Nikaragva - Cocto (Coto), chibchan, kostarika - Coeur d'Alêne (Skitswish), Salishan, Idaho - Cohannet, →Wampanoag konfederacija - Coiba, →Cuna - Colotlan, piman - Colville, salishan, Washington: Skakalapiak, Skilumaak, Snchalik, Snchumutast, Snilaminak, Snkuasik, Smichunulauk - Comanche, Shoshonean, Teksas: Detsanayuka (Nokoni), Ditsakana (Widyu, Yapa,Yamparika), Kewatsana, Kotsai, Kotsoteka (Kwahari. Kwahadi), Motsai, Pagatsu, Penateka (Penande), Pohoi, Tanima (Tenawa ili Tenahwit), Waaih - Comanito, →Tahue - Combahee, →Cusabo - Comecrudo, Meksiko - Comiakin, →Cowichan - Comopori, →Guasave - Comox, →Comox, - Comox, Salishan, Kanada. Lokalne skupine: Clahoose, Comox, Eëksen, Homalko, Kaäke, Kakekt, Sliammon, Tatpoös. - Concho. Plemena: Abasopalme, Aycalme, Bachilmi, Baopapa, Cacalotito, Chinarra, Chizo, Concho, Conejo, Coyamit, Guamichicorama, Guelasiguicme, Guiaquita, Julime, Mamite, Mesquite, Mosnala, Obone (Oposine), Olobayaguame, Olojasme, Polacme, Posalme, Sucayi, Tatamaste, Tocone, Topacolme, Xiximole, Yacchicaua, Yaculsari, Yaochane (Ahuchan, Ochan), Yeguacat. - Coneconarn (Cawnacome), →Wampanoag konfederacija - Conejo, →Concho - Congaree, Siouan, Južna Karolina - Conicari, taracahitian, Meksiko - Conoy, Algonquian, Maryland: Acquintanacsuak, Piscataway (Conoy vastiti), Mattapanient, Moyawance, Nacotchtank, Pamacocack, Patuxent, Potapaco, Secowocomoco. - Coosa, →Muskogee - Coosuc, →Pennacook konfederacija - Cooxissett, →Wampanoag konfederacija - Copalis, salishan, Washington - Copehan: Nomlaki, Patwin, Wintu, - Coquitlam, →Stalo - Cora, →Uchití - Cora, Corachol, Meksiko. Lokalne skupine: Coano, Zayahueco, Huaynamota, - Corachol. Plemena: Cora, Totorame, Huichol, Guachichile, - Corchaug, →Metoac konfederacija. - Coree (Coranine), iroquoian, Sjeverna Karolina - Corobici →Rama - Costanoan, costanoan, Kalifornija. Plemena: Monterey Costanoan, Saclan Costanoan, San Francisco Costanoan (Ramaytush), San Juan Bautista Costanoan (Mutsun), Santa Clara Costanoan (Tamyen), Santa Cruz Costanoan (Awaswas), Soledad Costanoan (Chalon), Chocheño, Rumsen - Coweset, →Nipmuc - Coweta, →Muskogee - Cowichan, Salishan, Kanada. Lokalne skupine: Clemclemalats, Comiakin, Hellelt, Kenipsim, Kilpanlus, Koksilah, Kulleets, Lilmalche, Malakut, Penelakut, Quamichan, Siccameen, Somenos, Tateke, Yekolaos. - Cowlitz, salishan, Washington - Cowsumpsit, →Wampanoag konfederacija - Coyamit, →Concho - Cree, Algonquian, Kanada. Lokalne skupine: Paskwawininiwug (Plains Cree), Sakawithiniwuk (Sakawininiwug, Woodland Cree), Maskegon Swampy Cree). - Crow, Siouan, Montana: Mountain Crow, River Crow - Cruzob (Santa Cruz) →Maya - Cuahcomeca, Guerrero. - Cuicatec, mixtecan, Oaxaca - Cuitlatec, Guerrero, Michoacán - Cumshewa, →Haida - Cuna: Plemena: Bayano, Chucunaque, Coiba, Cuna, Tule, Caimanes, Mandinga, San Blas, - Cupdan. →Coahuiltecan (Swanton) - Cupeño, Shoshonean, Kalifornija - Cusabo, Muskhogean, Južna Karolina: Etiwaw. Wando, Kiawa, Stono, Edisto, Ashepoo, Combahee, Wimbee, Escamacu - Cuscarawaoc, →Nanticoke konfederacija - Cuttatawomen, →Powhatan - Cuyama, →Chumash - Cuyuteca, Jalisco |

| - Daadii'schow-kaiyaah (Daadii'sdin-kaiyaah, Tatisho-kaiya), →Eel Wailaki - Daa'lhsow-kaiyaah (Daalhsow-kaiyaah, Dahlso-kaiya, daLsokaiya), →Kekawaka - Dachizhozhin, →Jicarilla - Dakubetede (Applegate River Indijanci) →Athapaskan, Oregon - Dalinchi, →Northern Foothill Yokuts - Daparabopo, Lagunero, Coahuila. - Daquinatino - Daquio - Datana - Datcho - Deadose →Attacapan, Teksas - Decubadao - Deer people = Tahontaenrat - Delaware (Lenni Lenape) →Algonquian, New Jersey. Skupine: Munsee, Unalachtigo, Unami - Desaguedero, Aztecoidan, Nicaragua, Costa Rice. - Desnedekenade, →Chipewyan - Desnedeyarelottine, →Slavey - Detobiti - Detsanyuka, =Nokoni - Dico - Didú, Waicurian family. - Diegueño →Yuman, Kalifornija | - Dientes Alazanes - Dihai-kutchin →Athapaskan, Aljaska - Diju - Diriá, Mangue, - Ditidaht =Nitinat - Ditsakana, →Comanche - Dog River Indijanci, =Watlala - Dogrib (Thlingchadinne, Thlingchadinne) →Athapaskan, Kanada. Skupine: Lintchanre,Takfwelottine, Tsantieottine, Tseottine - Doguene - Doki's Band, →Chippewa (Ojibwa) - Doleguas, Guaymi, Panama. - Dorasque, Chibchan, Panama - Dotchetonne - Doustioni, →Natchitoches konfederacija - Dudu, Sumo - Duhanski narod =Tobacco Nation - Duhutcyatikadu, →Paiute, Northern - Dule, Matagalpan, Honduras. - Dumna, →Northern Foothill Yokuts - Duwa'ha, →Skagit - Duwamish →Salishan, Washington. Skupine: Sammamish, Thluwi'thalbsh - Duy, Chibchan, Dorasque. |

| - Ebahamo - Echancote - Echunticas, Chihuahua. - Edisto, →Cusabo - Edú, Waicurian family. - Eëksen, →Comox - Eel Wailaki, →Wailaki. Bande: Bis-kaiyaah (Bas-kaiya, Ch'inisnoo'-kaiyaah), Daadii'schow-kaiyaah (Daadii'sdin-kaiyaah, Tatisho-kaiya), Kaikiitce-kaiyaah (Kaikiche-kaiya, Shaahnaa'ndoon'-kaiyaah), Nin'keniitc-kaiyaah (Ninkannich-kaiya, Nee'taash-kaiyaah), Seenchaah-kaiyaah (Seelhsow-kaiyaah, Seenchaahdin-kaiyaah, Tsait'ohdin-kaiyaah), Seetaah-kaiyaah (Seetaahbii'-kaiyaah, Seta-kaiya), Seeyaadin-kaiyaah (Slaa-kaiyaah, Sla-kaiya), Tciiskot-kaiyaah (Chisko-kaiya, Toos'aan-kaiyaah) - Ehatisaht (Ehatteshaht), →Nootka - Ekoolthaht, →Nootka - Eleidlinottine, →Slavey - Elk Mountain Ute, →Ute - Elo'sedabsh, →Sahehwamish - Emet, →Tonkawan, Teksas - Emigdiano Chumash, →Chumash, Kalifornija. - Emitahpahksaiyiks, →Siksika - Enepiahe - Eno →Siouan, Sjeverna Karolina - Epinette, →Chippewa (Ojibwa) - Erarapi'o (Kicked-in-their-Bellies) →Mountain Crow - Erie, →Iroquoian, Ohio - Erigoanna - Eriwonec, →Unalachtigo - Ervipiame, →Tonkawan, Teksas - Esbataottine, →Nahane - Escamacu →Cusabo - Escanjaque - Escavas, Coahuila. | - Escoria, Panama. - Esha'ktlabsh, →Puyallup - Esksinaitupiks, →Piegan. - Esopus →Munsee. Plemena: Mamekoting, Minisink, Waranawonkong, Wawarsink - Espeminkia, →Illinois - Espopolame - Esquien - Esselen, →Esselenian, Kalifornija - Esselenian. Esselen. - Estepisa - Estrella, Chibchan - Etagottine, →Nahane - Etatchogottine, →Hareskin - Etchaottine, →Slavey - Etchaottine =Slavey - Etcheridiegottine, →Slavey - Etechesottine, →Slavey - Etheneldeli (Caribou-Eaters), →Chipewyan - Etiwaw, →Cusabo - Etnémitane =Umpqua - Euchre Creek (Yukichetunne), →Tututni - Eudeve, Opata, Sonora. - Eufaula, → Muskogee - Ewawoos, →Stalo - Eyak, Aljaska, Na-Dene - Eyeish (Háish) →Caddoan, Teksas |

| - Faraon, →Mescalero, Chihuahua. - Fernandeño →Shoshonean, Kalifornija - Fílifaes, Coahuila. - Flancs-de-Chien =Dogrib - Flathead (Salish, Têtes-Plates) →Salishan, Montana - Flechas Chiquitas - Flechas Feas | - Flying Post, →Chippewa (Ojibwa) - Fond du Lac, →Chippewa (Ojibwa) - Fort Hall Shoshoni →Northern Shoshoni. - Fossil Creek Apači, →Tonto - Fox →Algonquian, Wisconsin - Fresh Water ("Agua Dulce") Indijanci, →Timuquanan, Florida - Fus-hatchee, → Muskogee |

| - Gaakee-kiiyaahaang →Kato - Gaashtc'eeng'aading-kiiya →Kato ahaang - Gabrielino →Shoshonean, Kalifornija - Gachwechnagechga, →Unami (Swanton) - Galice Creek Indijanci =Taltushtuntude - Gallinomero (Southern Pomo), →Pomo - Gamiskwakokawininiwak, →Chippewa (Ojibwa) - Garifuna (Carif, Crni Karibi) - Garza, Tamaulipas. - Gasakaskuatchimmekak, →Chippewa (Ojibwa) - Gashowu →Kings River Yokuts, - Gatagetegauning, →Chippewa (Ojibwa) - Gavilan - Gavilanes, Coahuila. - Gawababiganikak, →Chippewa (Ojibwa) - Gawia →Tule-Kaweah Yokuts, - Gecuiches, Sonora. - Geier - Genega's Band, →Paiute, Northern - Genicuiches, Sonora. - Geobari - Geote - Gergecensens, →Tamyen - Gicocoges, Coahuila. - Gidutikadu, →Paiute, Northern - Gijames, Coahuila. - Gila Apaches, =Gileño - Gileño (Eastern Chiricahuas, Gila Apaches, Chihennes, Red Paint People), Skupine: Mimbreño, Mogollon - Gileños, →Chiricahua-Mescalero. Bande: Chiricahua, Mimbreño, Mogollon, Warm Spring - Gincape - Giopino =Koprino - Gitenmaks =Kitanmaiksh - Gitksan (Kitksan) →Chimmesyan, Kanada. Lokalne skupine: Kispiox (Kispayaks), Kitanmaiksh (Gitenmaks), Kitgargas (Kisgagas), Kitsegukla (Gitsegyukla), Kitwancool (Gitwinlkul), Kitwanga, Kuldo (Qaldo). - Gitrhatin =Kithateh - Gitsegyukla =Kitsegukla - Gitwinksil =Kitgigenik - Gitwinlkul =Kitwancool - Goasila (Gwa'sala), →Kwakiutl - Gocoyome, Toboso - Gojoles, Jalisco. - Golkahin, →Jicarilla - Goricas, Coahuila. - Gosiute →Western Shoshoni - Gotane, Rama-Corobici - Goyatikendu, →Paiute, Northern - Gozopas, Sinaloa. - Grand Pawnee =Chaui - Grand Portage, →Chippewa (Ojibwa) - Grand River Ute (Parianuche) →Northern Ute - Great Osage, =Pahatsi - Grigra →Tonikan, Mississippi - Gros Ventres of the Missouri =Hidatsa - Gros Ventres of the Prairie =Atsina - Guacali - Guacata →Arawakan, Florida - Guaccaiarima ?, Haiti. | - Guachichile, Corachol, Coahuila, Nuevo León, San Luis, Zacatecas, Jalisco. - Guagejohe - Guage-johe, →Comanche - Guaicamaópas, Sonora. - Guaicura =Waicuri - Guailopos, Chihuahua. - Gualaca, Chibchan, Panama - Gualacomne, →Plains Miwok - Gualala Pomo (Southwestern Pomo), →Pomo - Guale →Muskhogean, Georgia - Guamare, - Guamichicorama, Concho. - Guanexico, Ulva - Guanipas, Coahuila. - Guasa - Guasapar, Varohio, Chihuahua. - Guasave (Guayave) →Cahita. Skupine: Achire, Ahome, Comopori, Vacoregue. Sinaloa. - Guasco, →Hasinai konfederacija - Guastecas,= Huaxtecas. - Guatinicamame, Mazatec - Guatuso, Chibchan - Guauaenok (Gwawa'enux, Gwawaenuk), →Kwakiutl - Guaxabanas, Guanajuato. - Guaxiquero, Lenca, Honduras. - Guayave =Guasave - Guaycone - Guaycura =Waicuri - Guaycuran jezična porodica: Aripa (Aripe), Callejue, Cora, Isleño, Pericú, Periúe, Uchití, Waicuri (Guaicura), Monqui,; Anjukwáre, Añubeve, Catauro, Cubí, Hucipoeye, Ika, Mitschirikutamái (Baegert), Mitschirijutaruanajére (Baegert), Mitschirikuteuru (Baegert), Paurus, Pecunes, Pirus (Piricuchas), Teachwá (Baegert), Teenguábebe (Baegert), Tepajiquetamas, Ticudadeí, Utschipuje (Baegert), Vinees. - Guayma, Seri, Sonora. - Guaymi, Guaymi-Dorasque subfamily): Doleguas, Move, Muoi, Murire, Muite, Pariza (?), Penomeño. - Guaypemne, →Plains Miwok - Guazamoros, Coahuila. - Guazápare =Guasapar - Guazapayogligla - Guazarachis, Chihuahua. - Gueiquesale - Gueiquisales, Coahuila. - Guelasiguicme, Concho - Guetare, Talamanca: "provinces": Abra, Accerri, Catapa, Cooc, Garabito, Guarco, Pacaca, Tayopan, Tice, Turriarba. - Guetela, →Kwagu'l - Guhlkainde - Guiaquita, Concho - Guimen, →Olamentke - Guisole, Coahuila. - Guixolotes, Tamaulipec, Tamaulipas. - Gull Lake, →Chippewa (Ojibwa) - Gummesacapemes, Tamaulipas. - Gumpusa |

| - Hacanac - Hachaaht, →Nootka - Hackensack, →Unami (Swanton) - Hadsapoke's Band, →Paiute, Northern - Haeser - Hahuamis, →Kwakiutl - Haida →Skittagetan, Kanada - Hainai, →Hasinai konfederacija - Hainenaurie (Hainenaune), →Comanche - Haisla, →Bella Bella. Plemena: Kitamat, Kitlope, - Hakia' tce-pai, →Hualapai - Halchidhoma, →Yuman, Arizona - Halkomelem =Stalo - Halyikwamai →Yuman, Arizona - Hamawi, → Achomawi - Hammonasset, →Mattabesec - Han, /="those who dwell along the river."/ Athapaskan, Aljaska. Podskupine: Katshikotin, Takon, Fetutlin. - Hánahawunena (Aanû'nhawa) →Arapaho - Ha'nale'lti (háŋalelti?), →Washo - Hanasine - Hanchhotno'm, → Ta'no'm - Hanging Ears =Pend d'Oreille - Hanis, →Kus - Hannesuk, →Northern Valley Yokuts - Hano, →Tewa - Hantiwi, → Achomawi - Hape - Haqui - Hare, =Hareskin - Hareskin (Hare, Rabbitskin, Kawchottine), →Atahapaskan, Kanada. Skupine: Chintagottine (Katagottine), Etatchogottine, Kawchogottine, Kfwetragottine, Nellagottine, Nigottine, Satchotugottine - Hasinai konfederacija, →Caddoan, Teksas. Plemena: Anadarko, Guasco, Hainai, Nabedache, Nacachau, Nacanish, Nacao, Nacogdoche, Nacono, Namidish (Nabiti), Nasoni, Nechaui, Neches, - Hassanamesit, →Nipmuc - Hassinunga, →Manahoac konfederacija - Hatteras →Algonquian, Sjeverna Karolina - Havasupai →Yuman, Arizona - Haverstraw, →Unami (Swanton) - Heiltsuk →Bella Bella. Plemena: Bellabella vlastiti, China Hat, Nohuntsitk, Somehulitk, Wikeno, - Hellelt, →Cowichan - Heniocan - Henya, → Tlingit - Hesquiaht (Hesquiat), →Nootka - Heuchi, →Northern Valley Yokuts - Hiabu - Hianagouy - Hiantatsi - Hichucios, Sinaloa. - Hidatsa (Gros Ventres of the Missouri) →Siouan, Sjeverna Dakota. Skupine: Amahami (Awaxawi), Amatiha (Awatixa) - Higo - Hijames, Coahuila. - Hilibi, → Muskogee - Himeri, Pima, Sonora. - Hine (Hinas), →Xixime, Sinaloa, Durango. - Hinehi - Hinsa - Hios, Sonora. - Hitchiti →Muskhogean, Georgia | - Hitúnena =Atsina - Hizos, Chihuahua. - Ho'baks, →Swinomish - Hoeras, Lagunero, Coahuila. - Hoh →Chimakuan, Washington - Hois (timber people), →Comanche - Hokan, velika porodica. Porodice /uža skupina*/: Chimarikan*, Chumashan, Esselenian*, Guaycuran, Jicaquean, Kulanapan*, Palaihnihan, Quoratean*, Salinan, Sastean*, Serian, Tequistlatecan, Tlapanecan, Yanan*, Yuman*, Washoan, Yurumanguí - Hokat, →Awahu - Hokwaits (Ho-kwaits), → Chemehuevi - Holiwahali, → Muskogee - Holkoma, →Monon, Western - Homalko, →Comox - Hometwoli (Humetwadi), →Buena Vista Yokuts - Honabanou - Honniasont →Iroquoian, Pennsylvania - Hooks, →Pedee - Hoonebooey, →Paiute, Northern - Hopi →Shoshonean, Arizona - Hopokohacking, →Unalachtigo - Hotcangara =Winnebago - Houaneiha - Houma →Muskhogean, Mississippi - Housatonic =Westenhuck - Hoyalas †, →Koskimo - Hoyima, →Northern Valley Yokuts - Huachichile =Guachichile - Hualahuise, Coahuila, Nuevo León. - Hualapai (Walapai)→Yuman, Arizona. Mata'va-kopai, Soto'lve-kopai, Ko'o'u-kopai, Nyav-kopai, Hakia' tce-pai, Kwe'va-kopai, Hua'la-pai. - Hua'la-pai. →Hualapai - Huane - Huastec, Mayan, Veracruz, San Luis. - Huatiquimanes, Oaxaca. - Huave, Mizocuavean, Oaxaca, México. - Huaxteca = Huasteca. - Huaynamota, Cora - Hubabo =Ciguayo - Huchiun →Costanoan - Huchnom, →Yukian, Kalifornija - Hudcoadanes, Sonora. - Huexotzincas, Puebla. - Huicasique - Huichol, Corachol, Jalisco. - Huite, Taracahitian, Sinaloa - Huititno'm, →Yuki - Hukawirat, →Arikara. Bande: Warihka, Nakarik. - Hulpumni →Plains Miwok - Hume →Xixime, Durango. - Humetwadi =Hometwoli - Humptulips →Salishan, Washington - Huna, → Tlingit - Hunkpapa, →Teton - Hunkpatina =Lower Yanktonai - Huntlatin, →Tanana - Hupa, →Athapaskan, Kalifornija - Hupacasath (Opitchesaht), →Nootka - Husorones, Chihuahua. - Hutsnuwu, → Tlingit - Huvagueres, Sonora. - Huyuguan - Hwahwatl, →Pentlatch - Hwotsotenne →Babine |

| - Ibitoupa →Muskhogean, Mississippi - Icafui →Timuquanan, Florida - Icaiche, Maya - Ichuarumpats (I'-chu-ar'-rum-pats), →Southern Paiute, - Iguanas, Coahuila. - Ika, Waicurian. - Ikherkhamut, →Ahtena - Ilhkoodin-kaiyaah (iLkodANkaiya, Yoiyidee'-kaiyaah, Ihikodang-kaiya), →Kekawaka - Illinois konfederacija →Algonquian, Illinois. Plemena: Cahokia, Kaskaskia, Michigamea, Moingwena, Peoria, Tamaroa; malena plemena: Albivi, Amonokoa, Chepoussa, Chinko, Coiracoentanon, Espeminkia, Tapouaro, - Ilmawi, → Achomawi - Inapanames, Tamaulipas. - Ingalik →Athapaskan, Aljaska - Inhame - Inocoples, Tamaulipec, Tamaulipas. - Inocoplo =Inocoples - Intibucat, Lenca, Honduras. - Inuhksoyistamiks, →Kainah (Blood) - Inuksikahkopwaiks, →Piegan. - Inuksiks, →Piegan. - Iowa. →Siouan, Iowa. - Ipai, →Diegueño - Ipapanas, Veracruz. - Ipoksimaiks, →Piegan. | - Iroquoian, porodica Tobacco Nation (Tionontati), Coree, Neusiok, Tuscarora, Iroquois, Attiwandaronk (Neutrals), Wenrohronon, Erie, Wyandot, Honniasont, Susquehanna, Cherokee, Meherrin, Nottaway. - Iroquois →Iroquoian, New York. Plemena: Cayuga, Mohawk, Oneida, Onondaga, Seneca - Irritila, →Lagunero, Coahuila, Durango. - Iruaitsu, →Shasta - Isipopolames, Coahuila. - Isisokasimiks, →Kainah (Blood) - Island Chumash, →Chumash, Kalifornija. - Isleño, → Pericú - Isleta, →Tiwa - Isleta del Sur (Mexicanized), →Tiwa - Istočni Abenaki. →Abenaki. Plemena: Amaseconti, Androscoggin, Kennebec, Ossipee, Penobscot, Pigwacket, Rocameca, Wewenoc, - Istočni Keresi (Queres) Novi Meksiko: Cochiti, San Felipe, Santa Ana, Santo Domingo, Zia (Sia). - Istsikainah, →Kainah (Blood) - Isucho - Itchitabudan, →Comanche - Itsaatiaga, →Paiute, Northern - Itza, Maya, Guatemala. - Itzalanos, Yucatán. - Itzuco, Guerrero. - Ixcatec, Popolocan, Oaxaca - Ixil, Mayan - Izalco, Aztecoidan, El Salvador. - Izcuco, Guerrero. - Iztacchichimeca, Querétaro. |

| - Jacaltec, →Mayan - Jagavans - Jagullapais, Sonora. - Jalchedunes, Sonora. - Jallicuamai, Sonora. - Jamajabs, Sonora. - Janambre, Meksiko - Janaque - Jano, athapaskan, Meksiko - Jarames, Coahuila. - Jeaga, arawakan, Florida - Jedionda - Jemez, Towa, Novi Meksiko - Jicaque, Meksiko - Jicarilla, athapaskan, Colorado. : Apatsiltlizhihi, Dachizhozhin, Golkahin, Ketsilind, Saitinde - Jocome, (Jocomis) Chiricahua Apache. Chihuahua. - John Day Indijanci =Tukspush - Jonases, Guanajuato, Querétaro. - Jones River, →Wampanoag konfederacija - Joshua (Chemetunne), →Tututni | - Jotars - Jova, Taracahitian, Meksiko. - Juama - Juamaca. →Coahuiltecan (Swanton) - Juanca - Juaneño, Shoshonean, Kalifornija - Jueinzum. →Coahuiltecan (Swanton) - Julime, →Concho, Chihuahua, Coahuila - Julpun, → Saclan (Bay Miwok), - Jumanes, Chihuahua. - Jumano (Shuman, Patarabueye), Teksas, Chihuahua. Uto-Aztecan. - Jumapacanes, Tamaulipas. - Jumees, Coahuila. - Juncal - Juncatas. →Coahuiltecan (Swanton) - Junced. →Coahuiltecan (Swanton) - Junizumne, →Plains Miwok - Jupe (Hupene, Yupini), →Comanche - Južni Carrier, →Carrier: Tautin, Naskotin, Tanotenne, Ntshaautin, Natliatin, |

| - Kaäke, →Comox - K'aa'snaikot-kaiyaah (Kasnaikotkaiya, Kasnaikot-kaiya), →Kekawaka - Kabaye - Kabo, Mosquito - Kadohadacho, →Kadohadacho konfederacija - Kadohadacho konfederacija, →Caddoan, Teksas. Plemena: Cahinnio, Kadohadacho, Nanatsoho, Upper Nasoni, Upper Natchitoches, Upper Yatasi, - Kahansuk, →Unalachtigo - Kahmetahwungaguma, →Chippewa (Ojibwa) - Kahmitaiks, →Piegan. - Kahosadi, →Shasta - Kaibab, →Southern Paiute, - Kaigani →Haida - Kaigwu, →Kiowa - Kaikiitce-kaiyaah (Kaikiche-kaiya, Shaahnaa'ndoon'-kaiyaah), →Eel Wailaki - Kainah (Blood), →Blackfoot. Bande: Ahkaiksumiks, Ahkaipokaks, Ahkotashiks, Ahkwonistsists, Anepo, Apikaiyiks, Aputosikainah, Inuhksoyistamiks, Isisokasimiks, Istsikainah, Mameoya, Nitikskiks, Saksinahmahyiks, Siksahpuniks, Siksinokaks. - Kaivaningavidukw, →Paiute, Northern - Kai'vav-wits, →Southern Paiute, - Kaiyeeh-kiiyaahaan (Kaiye-kiyahang), →North Fork Wailaki - Kaiyuhkhotana, →Koyukon - Kakä'nikone Tusi'niniwûg, →Menominee - Kaka'pa'kato' Wini'niwûk, →Menominee - Kake, → Tlingit - Kakekt, →Comox - Kalapooia =Calapooya - Kalapooian, porodica. Plemena: Ahantchuyuk, Atfalati, Calapooya, Chelamela, Chepenafa, Luckiamute, Santiam, Yamel, Yoncalla - Kalapuya =Calapooya - Kalispel, =Pend d'Oreille - Kalka'lak, →Puyallup - Kamia →Yuman, Kalifornija - Kammatwa (Wiruhikwairuk'a) →Shasta - Kangikhlukhmut, →Ahtena - Kan-hatki, → Muskogee - Kannehouan - Kanohatino - Kansa →Siouan, Kansas - Karankawa, →Karankawan - Karankawan, porodica. Plemena: Coapite, Coaque (Coco), Karankawa, Kohani, Kopano, Tiopane (?), Tup, Pataquilla (?), Quilote (?) - Karawala, Panameka. - Karkin → Costanoan, Kalifornija - Karok →Quoratean, Kalifornija - Kartar, →Sinkaietk - Kashansichno'm, → Ta'no'm - Kasihta, → Muskogee - Kasispa, →Palouse - Kaska, →Nahane - Kaskaskia, →Illinois konfederacija - Kata, →Kiowa - Katagottine = Chintagottine - Kathlaminimin, →Multnomah - Katlagakya, =Watlala - Kato →Athapaskan, Kalifornija. Bande: Ch'ninkaahlai'-kiiyaahaang, Ch'ninkatchii'-kiiyaahaang, Gaakee-kiiyaahaang, Gaashtc'eeng'aading-kiiyaahaang, Konteelhtc-kiiyaahaang, Koshbii'-kiiyaahaang, Nee'lhsowkot-kiiyaahaang (Nee'lhsowkii'-kiiyaahaang), Nee'lhtciiktiskot-kiiyaahaang, Seenchaagh-kiiyaahaang (Seenchaahding-kiiyaahaang), Seetaahding-kiiyaahaang, Seeyeehkwot-kiiyaahaang, Siinteekot-kiiyaahaang (Siintkot-kiiyaahaang), Tc'eetinding-kiiyaahaang, Tc'ibeetaahding-kiiyaahaang (Tc'ibeetaahkot-kiiyaahaang), Tc'indinteelhaahtc-kiiyaahaang, Tl'oh-kiiyaahaang, Toodjilhbii'-kiiyaahaang, Tootagit-kiiyaahaang, Yeehlinding-kiiyaahaang - Katsey, →Stalo - Kauyaichits, → Chemehuevi - Kaviawach =White River Ute, - Kawaiisu →Shoshonean, Kalifornija - Kawchogottine, →Hareskin - Kawchottine =Hareskin - Kawkawling, →Chippewa (Ojibwa) - Kealedji, → Muskogee - Kechayi, →Northern Foothill Yokuts - Kechegummewininewug, →Chippewa - Kechepukwaiwah, →Chippewa (Ojibwa) - Kechesebewininewug, →Chippewa - Kecoughtan, →Powhatan konfederacija - Kekawaka →Athapaskan, Kalifornija. Bande: Daa'lhsow-kaiyaah (Daalhsow-kaiyaah, Dahlso-kaiya, daLsokaiya), K'in'din-kaiyaah (K'andang-kaiya, k'AndANkaiya), Ilhkoodin-kaiyaah (iLkodANkaiya, Yoiyidee'-kaiyaah, Ihikodang-kaiya), K'aa'snaikot-kaiyaah (Kasnaikotkaiya, Kasnaikot-kaiya), Seetaalhtciichow-kaiyaah (Set'ahlchicho-kaiya) - Kekayeken, →Songish vlastiti - Kekchi, - Kelatl, →Stalo - Kelsemaht, →Nootka - Kenipsim, →Cowichan - Kennebec (Caniba, Sagadahoc, Kanibesinnoak, Norridgewock, Nurhantsuak), →Abnaki konfederacija - Keremen - Keres →Keresan, Novi Meksiko. Plemena: Cochiti, San Felipe, Santa Ana, Santo Domingo, Zia (Sia), Acoma, Laguna, - Keresan, porodica - Ketahto, →Comanche - Ketchewaundaugenink, →Chippewa (Ojibwa) - Ketsilind, →Jicarilla - Kettle Falls Indijanci =Colville - Kewatsana, →Comanche - Kewevikopaya, →Yavapai - Keyauwee →Siouan, Sjeverna Karolina - Kfwetragottine, →Hareskin - Khotana. Ahtena, Ingalik, Koyukon, Tanaina - Khwaishtunnetunne (Wishtenatin) →Tututni - Kiabaha - Kiawa, →Cusabo - Kichai →Caddoan, Teksas - Kichesipirini, →Algonkin - Kichilpitno'm, → Ta'no'm - Kickapoo →Algonquian, Wisconsin - Kikia'los, →Swinomish - Kikima =Halyikwamai - Kilatika, →Miami - Kiliwa (Kiliwi) Yuman - Kilpanlus, →Cowichan - Kilutsai, →Tsimshian - Kinagingeeg, →Tsimshian - K'in'din-kaiyaah (K'andang-kaiya, k'AndANkaiya), →Kekawaka - Kingep, →Kiowa - Kings River Yokuts, →Chukchansi. Plemena: Choinimni, Michahai, Chukaimina, Toihicha, Aiticha, Kocheyali, Gashowu - Kinuhtoiah, →Tsimshian - Kiowa →Kiowan, Kansas. Bande: Kata, Kogui, Kaigwu, Kingep, Semat (Kiowa Apache), Kongtalyui. - Kiowa Apache →Athapaskan, Kansas - Kiowan, Porodica. Pleme: Kiowa - Kipawa, →Algonkin - Kipisa'`kia Wini'niwûk, →Menominee - Kironona - Kisgagas =Kitgargas | - Kishkawbawee, →Chippewa (Ojibwa) - Kishpachlaots, →Tsimshian - Kispayaks =Kispiox - Kispiox (Kispayaks), →Gitksan - Kitamat, →Haisla - Kitanemuk →Shoshonean, Kalifornija - Kitanmaiksh (Gitenmaks), →Gitksan - Kitanwilksh, →Niska - Kitchawong (Kitchawank), →Wappinger - Kitgargas (Kisgagas), →Gitksan - Kitgigenik (Gitwinksil), →Niska - Kithateh (Gitrhatin), →Niska - Kitkehahki (Republican Pawnee), →Pawnee - Kitksan =Gitksan - Kitlani, →Tsimshian - Kitlope, →Haisla - Kitsalthlal, →Tsimshian - Kitsegukla (Gitsegyukla), →Gitksan - Kitunahan, porodica. Plemena: Kutenai - Kitunto, →Tsimshian - Kitwancool (Gitwinlkul), →Gitksan - Kitwanga, →Gitksan - Kitwilgioks, →Tsimshian - Kitwilksheba, →Tsimshian - Kitwinshilk, →Niska - Kitzeesh →Tsimshian - Kiwahka, Mosquito-Sumo - Kiyis, →Piegan. - Klahosaht, →Nootka - Klamath →Lutuamian, Oregon - Klanoh-Klatklam (Flathead Cootenai) →Kutenai - Klaskino, →Koskimo - Klbalt, →Puyallup - Klickitat →Shahaptian, Washington - Klodesseottine, →Slavey - Kltlasen, →Songish vlastiti - Knife Lake, →Chippewa (Ojibwa) - Koasati →Muskhogean, Alabama - Kocheyali, →Kings River Yokuts, - Koeats, →Paiute, Northern - Koeksotenok (Kwikwasutinux), →Kwakiutl - Kogui, →Kiowa - Kohani, →Karankawan - Kohuana, →Yuman, Arizona - Kojejewininewug, →Chippewa - Kokaitk →Bellabella vlastiti - Koksilah, →Cowichan - Kolomi, → Muskogee - Kolsid =Quilcene - Koluschan. Tlingit. - Komkutis (Komkiutis), →Kwagu'l - Komoyue (Komoyoi, Kweeha), →Kwagu'l - Kongtalyui →Kiowa - Konkone - Konkonelp, →Sinkaietk - Konkow, →Pujunan - Konomihu →Shastan, Kalifornija - Konteelhtc-kiiyaahaang →Kato - Kootenay =Kutenai - Ko'o'u-kopai, →Hualapai - Kopano, →Karankawan - Koprino (Giopino), →Koskimo - Koroa →Tonikan, Mississippi - Kosalektawi, →Achomawi - Koshbii'-kiiyaahaang →Kato - Kosipatuwiwagaiyu, →Paiute, Northern - Koskimo, →Kwakiutl. Plemena: Hoyalas †, Klaskino, Koprino (Giopino), Quatsino, - Kosunats, →Ute - Kotsoteka (Caschotethka, Koocheteka, Kotsai) (buffalo eaters), →Comanche - Kouan - Kouyam - Kowasayee, →Tenino, - Koyeti, → Southern Valley Yokuts - Koyuhow, →Paiute, Northern - Koyukon →Athapaskan, Aljaska. Skupine: Kaiyuhkhotana, Koyukukhotana, Yukonikhotana, - Koyukukhotana /Koyukukhotana, "people of Koyukuk River."/, →Koyukon (Koyukukhotana), - Ksapsem, →Songish vlastiti - Ku, Sumo, Nicaragua. - Kuhpattikutteh, →Paiute, Northern - Kuitsh (Lower Umpqua) →Yakonan, Oregon - Kuiu, → Tlingit - Kukalaya, Mosquito-Sumo - Kukoak, →Songish vlastiti - Kukulek, →Songish vlastiti - Kukwil' =Mishikhwutmetunne - Kulanapan, Pomo - Kulchana, →Ahtena - Kuldo (Qaldo), →Gitksan - Kulleets, →Cowichan - Kulushut, →Ahtena - Kumachisi, →Poso Creek Yokuts - Kuma'einuxw, →Lekwiltok - Kunechin, →Sishiatl (Kwakiutl porijekla) - Kupules, Yucatán. - Kus (Coos) →Kusan. Plemena: Hanis, Miluk - Kusan, porodica. plemena: Kus. - Kutaiimiks, →Piegan. - Kutaisotsiman, →Piegan. - Kutcha-kutchin →Athapaskan, Aljaska - Kutchin →Athapaskan, Kanada. Plemena: Nakotcho-kutchin, Takkuth-kutchin, Tatlit-kutchin, Dihai-kutchin, Kutcha-kutchin, Natsit-kutchin, Tranjik-kutchin, Vunta-kutchin, - Kutenai (Kootenai, Kootenay) Kitunahan. Plemena: Lower Kutenai, Upper Kutenai, Yaketahnoklatakmakanay (Tobacco Plains Cootenai), Klanoh-Klatklam (Flathead Cootenai). - Kutsshundika (Buffalo-eaters), →Bannock - Kuyuidika, →Paiute, Northern - Kuyuitikadu, →Paiute, Northern - Kwa'dsakbiuk, →Swinomish - Kwágu7lh =Kwagu'l - Kwagu'l (Kwagu'ł, Kwakiutl, Kwágu7lh), →Kwakiutl. Plemena: Guetela, Komkutis (Komkiutis), Komoyue (Komoyoi, Kweeha), Matilpe, i Walas Kwakiutl (Lakwilala), - Kwahada (Kwahadi, Kwahari, Kwaharior, Quahada) (antelopes), →Comanche - Kwaiailk (Upper Chehalis) →Salishan, Washington. Ogranak: Cloquallum - Kwaiantikwokets (Kwai-an'-tikwok-ets), →Southern Paiute, - Kwakiutl, Kwakiutl. Plemena: Awaitlala (A'wa'etlala), Goasila (Gwa'sala), Guauaenok (Gwawa'enux, Gwawaenuk), Hahuamis, Kwagu'l (Kwakiutl, Kwágu7lh), Koeksotenok (Kwikwasutinux), Lekwiltok (Laichwiltach, Laichkwiltach, Ligwithdaxw), Mamalelekala (Mamalillikulla, Mamaleleqala), Nimkish ('Namgis, Nimpkish), Nakoaktok (Nakwakto, 'Nak'waxda'xw), Tanakteuk (Tenaktak, Da'naxda'xw), Tlauitsis (Tlowitsis, Lawitsis), Tsawatenok (Tsawataineuk, Dzawada'enux) - Kwakiutl (Kwakwaka'wakw), Wakashan, Kanada. Skupine: Koskimo, Nawiti, Kwakiutl - Kwakwaka'wakw =Kwakiutl - Kwalhioqua →Athapaskan, Washington. Skupine: Suwal, Wela'pakote'li, - Kwantlen, →Stalo - Kwashi, →Comanche - Kwatami (Sixes River) →Tututni - Kwe'va-kopai, →Hualapai - Kwiakah, →Lekwiltok - Kwiengomats (Kwi-en'-go-mats), →Southern Paiute, - Kwinaduvaa, →Paiute, Northern - Kwiumpus (Kwi-um'-pus), →Southern Paiute; Ute - Kwoneatshatka, →Nootka - Kyuquot (Ka:yu:k't'h), →Nootka |

| - Lac des Quinze, →Algonquin - Lacandon, →Maya - Laguna, →Sitsime, Novi Meksiko - Lagunero, →Nahua, Meksiko. Plemena: Ahomamas, Alamamas, Caviseras, Daparabopos, Hoeras, Irritila, Maiconeras, Meviras, Miopacoas, Ochoes, Paogas, Vassapalles, Yanabopos. - Lakisamni, →Northern Valley Yokuts - Lakus, →Sumo - Lamtáma, → Nez Percé - Lapweme, → Nez Percé - Lassik, Athapaskan, Kalifornija - Latgawa, takilman, Oregon - Laymon, →Cochimi - Lekwiltok, →Kwakiutl - Lelek, →Songish vlastiti - Lenca: Chilanga, Guatijigua, Guaxiquero, Intibucat, Opatoro, Similaton | - Lillooet, Salishan, Britanska Kolumbija - Lilmalche, →Cowichan - Lintchanre, →Tlingchadinne (Dogrib) - Lipan, athapaskan, Teksas - Little Dogs (Piapot's Band), →Paskwawininiwug (Plains Cree) - Loasau, →Buena Vista Yokuts - Lohim, Shoshonean, Oregon - Loquasquseit, →Wampanoag konfederacija - Lower Brule →Brule - Lower Nasoni, →Hasinai - Luckiamute (Lakmiut), Kalapooian, Oregon: Ampalamuyu, Mohawk, Tsalakmiut, Tsamiak, Tsantatawa, Tsantuisha, - Luiseño, Shoshonean, Kalifornija - Lummi, salishan Washington - Lutuamian: Klamath, Modoc |

| - Macapao. →Coahuiltecan (Swanton) - Macapiras (Amacapiras), Florida - Machapunga, Algonquian, Sjeverna Karolina - Macocoma. →Coahuiltecan (Swanton) - Macoyahui, taracahitian - Madehsi, →Achomawi - Magunkaquog, →Nipmuc - Mahican, →Mahican konfederacija - Mahican konfederacija, Algonquian, New York. Plemena: Mahican, Mechkentowoon, Wawyachtonoc, Westenhuck (Housatonic?), Wiekagjoc - Maidu, Moquelumnan, Kalifornija - Makah, wakashan, Washington - Makapu, → Nez Percé - Malakut, →Cowichan - Malecite (Maliseet, Aroostook, Malecite, Malicite, St. John's Indians), konfederacija Abenaki, algonquian, Kanada - Mallopeme. →Coahuiltecan (Swanton) - Mam →Miskito - Mämäkitce-wiinuûk (Big Gizzard People), →Paskwawininiwug (Plains Cree) - Mamalelekala, →Kwakiutl - Mame →Mayan - Mamekoting, →Munsee - Mamite, →Concho - Mamuqui. →Coahuiltecan (Swanton) - Manahoac konfederacija, siouan, Virginia: Hassinunga, Manahoac, Ontponea, Shackaconia, Stegaraki, Tanxnitania, Tegninateo, Whonkentia, - Manahoac→ Manahoac - Manam. →Coahuiltecan (Swanton) - Manchaug, →Nipmuc - Manche, →Mayan - Mandan, Siouan, Sjeverna Dakota - Mandinga, →Cuna - Manexit, →Nipmuc - Mangue, →Chorotega. Lokalna plemena: Nagrandan, Diriá - Manguean: Chiapanec,Choluteca - Manhasset, →Metoac konfederacija. - Manhattan, Wappinger konfederacija - Manico. →Coahuiltecan (Swanton) - Mani'towûk Tusi'niniwûg, → Menominee. - Maniwaki (River Desert), →Algonquin - Manokin, →Nanticoke konfederacija - Manos Colorados. →Coahuiltecan (Swanton) - Manos de Perro. →Coahuiltecan (Swanton) - Manos Prietas. →Coahuiltecan (Swanton) - Manosaht, →Nootka - Manso,Tanoan, Novi Meksiko - Manta, →Unalachtigo - Maquems. →Coahuiltecan (Swanton) - Maraquites. →Coahuiltecan (Swanton) - Maribichicoa-Guatajigiala, →Subtiaba - Maricopa, Yuman, Arizona - Mariposan : Yokuts - Mashapaug, →Nipmuc - Maskegon Swampy Cree). →Cree, - Masnipiwiniuûk (Painted ili Pictured People), →Paskwawininiwug (Plains Cree) - Massachuset, Algonquian, Massachusetts - Massaco, →Wappinger - Massapequa, →Metoac konfederacija. - Masset, →Haida - Matagalpa: Cacaopera, Chato, Pantasma, Dule, - Mata'va-kopai, →Hualapai - Matawachkirini, →Chippewa - Mätc Sua'mäko Tusi'niniu, → Menominee. - Mat-haupapaya →Yavepe. Bande: Wikutepa, Wikenichapa - Matilpe, →Kwakiutl vlastiti - Matinecock, →Metoac konfederacija. - Matkitwawipa, →Yavepe vlastiti - Matlame, →Matlatzinca - Matlatzinca (Pirinda) →Matlatzinca - Matlatzinca: Atzinca, Quata, Matlame, Ocuiltec, Matlatzinca (Pirinda) - Mattabesec, → Wappinger konfederacija. Plemena: Hammonasset, Massaco, Menunkatuck, Paugussett, Podunk, Poquonock, Quinnipiac, Sicaog, Tunxis, Wangunk - Mattagami, →Chippewa - Mattakest (Mattakees, Mattakesset), →Wampanoag konfederacija - Mattapanient, →Conoy - Mattapoiset, →Wampanoag konfederacija - Mattapony →Powhatan - Mattole, Athapaskan, Kalifornija - Matucar. →Coahuiltecan (Swanton) - Matuime. →Coahuiltecan (Swanton) - Maubedan. →Coahuiltecan (Swanton) - Maushapogue, →Narraganset konfederacija - Mauyga. →Coahuiltecan (Swanton) - Maya, mayan. Plemena: Icaiche, Itza, Lacandon, Yucatec (Maya), Mopan (Moapan), Cruzob (Santa Cruz) - Mayan jezična porodica: Aguacatec I, Cakchiquel, Chañabal, Chicomuceltec, Chol, Chontal, Chorti, Chuje, Uspanteca, Tzutuhil, Huastec, Ixil, Jacaltec, Kekchi, Mame (Mam), Manche, Maya, Motozintlec, Pokomam, Pokonchi, Quiche, Subinha, Toquegua, Tzeltal (Tzental), Tzotzil (Quelene i Chamula možda sinonimi), Tzutuhil, - Mayawaug, →Pocomtuc - Mayeye, Tonkawan, Teksas. - Mayne Island, →Saanich - Mayo, →Cahita - Mazahua, →Otomi - Mazapes. →Coahuiltecan (Swanton) - Mazatec, Oto-Mangue porodica. Oaxaca, Guerrero - Mazatzal Apači →Southern Tonto - Mdewkanton, →Santee Sioux - Mechkentowoon, →Mahican konfederacija - Medfield, →Nipmuc - Meherrin, iroquoian, Virginia - Mekadewagamitigweyawininiwak, →Chippewa - Melchora, →Rama - Meletecunk, →Unami - Memankitonna, →Unalachtigo - Menemesseg, →Nipmuc - Menenquen. →Coahuiltecan (Swanton) - Mengakonkia, →Miami - Menitegow, →Chippewa - Menominee, algonquian, Wisconsin - Menunkatuck, →Wappinger - Mequachake, →Shawnee - Merric, →Metoac konfederacija. | - Mescalero →Apači: Faraon, Mescalero - Mescalero Apači →Mescalero - Mescales. →Coahuiltecan (Swanton) - Mesquite, →Concho - Mesquites. →Coahuiltecan (Swanton) - Metewemesick, →Nipmuc - Methow, salishan, Washington - Metoac konfederacija. Algonquian, New York: Canarsee, Corchaug, Manhasset, Massapequa, Matinecock, Merric, Montauk, Nesaquake, Patchogue, Rockaway (Rechaweygh, Rechquaakie), Secatogue, Setauket, Shinnecock, Unkechaug (Unchachaug, Unquaches, Unquachog, Unquachock, Unchechauge). - Meztitlanec, nahua. Meksiko - Miami, Algonquian, Indiana: Piankashaw, Wea, Atchatchakangouen, Kilatika, Mengakonkia, Pepicokia. - Mical, shahaptian, Washington - Michahai, →Kings River Yokuts - Michigamea, →Illinois konfederacija - Michilimackinac, →Chippewa - Michipicoten, →Chippewa - Micmac, algonquian, Kanada - Midinakwadshiwininiwak = Mikinakwadshiwininiwak - Migueleño, →Salinan - Mikasuki, Muskhogean, Florida - Mikinakwadshiwininiwak, →Chippewa - Mikonotunne, →Tututni - Milijaes. →Coahuiltecan (Swanton) - Miluk, Kusan, Oregon. - Mimbreño, →Gileño Apači - Minchumina Lake people, →Tanana - Minë'sepëre, → River Crow - Miniconjou, →Teton Sioux - Minika'ni Wini'niwûk, → Menominee. - Minisink, →Munsee - Mishikhwutmetunne (Coquille), Athapaskan, Oregon - Misi'nimäk Kimiko Wini'niwuk, → Menominee. - Misisagaikaniwininiwak, →Chippewa - Miskito (Mosquito), → Misuluan: Lokalne skupine: Baldam, Wanki, Tawira, Mosquito (Miskito), Mam, Kabo, - Miskwagamiwisagaigan, →Chippewa - Missogkonnog, →Nipmuc - Missouri (Niutachi), Chiwere Siouan, Missouri - Mistassini, →Montagnais-Naskapi - Misuluan: Miskito (Mosquito), Bambana, Bawihka, Yosco, Ulua, Tungla, Sumo-Sirpe, Sumo, Kukalaya, - Mittaubscut, →Narraganset konfederacija - Miwok, Kalifornija - Mixe, Mixe-Zoque, Meksiko - Mixe-Zoque porodica. Plemena: Zoque, Mixe, Popoluca - Mixtec, mixtecan, Oaxaca - Mixtecan: Amuzgo (Amusgo, Amishgo), Mixtec, Cuicatec, - Mobile, Muskhogean, Alabama - Mocoço, Timuquanan, Florida - Mocorito, →Tahue - Modoc (Lutuami), Lutuamian, Oregon - Mogollon Apači, →Gileño Apači - Mohave, Yuman, Arizona - Mohawk, →Iroquois konfederacija - Mohawk, →Luckiamute - Mohegan, Algonquian, Connecticut - Moingwena, →Illinois konfederacija - Mokwats, →Chemehuevi - Molala, Waiilatpuan, Oregon. - Monacan, siouan, Virginia - Moneton, siouan, Zapadna Virginia - Monimbo, Nikaragva - Monqui, guaycuran. Meksiko - Montagnais, algonquian, Kanada - Montauk, →Metoac konfederacija. - Monterey Costanoan, - Mooachaht, →Nootka - Mopan (Moapan), →Maya - Moquelumnan: - Moratok, Algonquian, Sjeverna Karolina - Moraughtacund, →Powhatan - Morbanas. →Coahuiltecan (Swanton) - Mormon Lake Apači →Northern Tonto - Mosilian, →Unami - Mosnala, →Concho - Mosopelea, siouan, Indiana - Motozintlec, →Mayan - Motsai →Comanche - Mountain Crow, →Crow: A`c'araho', Erarapi'o (Kicked-in-their-bellies). - Move, →Guaymi, Panama - Moviats, →Chemehuevi - Moyawance, →Conoy - Muchalat, →Nootka - Muckleshoot, Salishan, Washington: Sekamish, Skopamish, Smulkamish, - Mugulasha, Muskhogean, Louisiana - Muhwä'o Se'peo Wini'niwuk, → Menominee. - Muite, →Guaymi, Panama - Muklasa, Muskhogean, Alabama - Mukmeduawininewug (Pillagers), →Chippewa - Mulatos. →Coahuiltecan (Swanton) - Multnomah, →Multnomah - Multnomah, chinookan, Oregon: Cathlacomatup, Cathlacumup, Cathlanaquiah, Clahnaquah, Claninnata, Kathlaminimin, Multnomah, Nechacokee, Nemalquinner, Shoto. - Mummapacune, →Powhatan - Munominikasheenhug, →Chippewa - Munponset, →Wampanoag konfederacija - Munsee →Delaware: Catskill, Mamekoting, Minisink, Waranawonkong, Wawarsink - Muoi, →Guaymi, Panama - Murire, →Guaymi, Panama - Muruam, tonkawan ili coahuiltecan, Teksas. - Muskataquid, →Nipmuc - Muskhogean: Acolapissa, Alabama, Apalachee, Apalachicola, Bayogoula, Chakchiuma, Chatot, Chiaha, Chickasaw, Choctaw, Cusabo, Guale, Hitchiti, Houma, Ibitoupa, Kaskinampo, Koasati, Mikasuki, Mobile, Mugulasha, Muklasa, Muskogee, Napochi, Okelousa, Oconee, Okmulgee, Pascagoula, Pawokti, Pensacola, Pilthlako, Quinipissa, Sawokli, Seminole, Tamathli, Tangipahoa, Taposa, Tohome, Tuskegee, Yamasee. - Muskogee, Muskhogean, Alabama. Plemena: Abihka, Atasi, Coosa, Coweta, Eufaula, Hilibi, Holiwahali, Kasihta, Okchai, Pakana, Tukabahchee, Wakokai, Fus-hatchee, Kan-hatki, Kealedji, Kolomi, Wiwohka, Ninnipaskulgee, Talapoosa. - Musqueam, →Stalo - Musutepes, →Sumo - Muvinabore →Comanche |

| - Nabedache, →Hasinai - Nabesna, Athapaskan, Aljaska - Nabobish, →Chippewa - Nacachau, →Hasinai - Nacanish, →Hasinai - Nacao, →Hasinai - Nacogdoche, →Hasinai - Nacono, →Hasinai - Nacotchtank, →Conoy - Nagonabe, →Chippewa - Nagrandan, →Mangue - Nahane, athapaskan, Kanada. Lokalna plemena: Esbataottine, Etagottine, Kaska, Pelly River, Tagish, Takutine, Titshotina, - Nahankhuotana (Cow Creek) →Umpqua, - Nahua: Alaguilac, Aztec, Bagaces, Cazcan, Sigua, Zacateco, Tlascala, Tepanec, Tecual, Teco-Tecoxquin, Sayultec, Pochutla, Pipil, Nicarao, Nahuatlato, Meztitlanec, Izalco, Lagunero, Desaguedero, - Nahuatlato, nahua, Nikaragva - Nahyssan, siouan, Virginia - Naikun, →Haida - Nakanusts, →Tukstanu - Nakarik. →Hukawirat - Nákasine'na (Báachinena, Northern Arapaho), →Arapaho - Nakchi'sh-hlama, →Yakima - Nakoaktok, →Kwakiutl - Nakomgilisala, →Nawiti - Nakotcho-kutchin, athapaskan, Kanada - Naltunnetunne, Athapaskan, Oregon - Nämä'o Wikito' Tusi'niu, → Menominee. - Namasket, →Wampanoag konfederacija - Nambe, →Northern Tewa - Nameroke, →Pocomtuc - Nameuilni, →Chippewa - Namidish (Nabiti), →Hasinai - Nanaimo, →Nanaimo - Nanaimo, salishan, Kanada. Lokalne skupine: Nanaimo, Snonowas, - Nanatsoho, →Kadohadacho - Nansemond, →Powhatan - Nantaughtacund, →Powhatan - Nanticoke, →Nanticoke konfederacija - Nanticoke konfederacija, Algonquian, Maryland: Annamessicks, Choptank, Cuscarawaoc, Manokin, *Nanticoke, Nause, Ozinies, Tocwogh, Wicocomoco, Wicomese. - Nantuxet, →Unalachtigo - Napochi, Muskhogean, Alabama - Naraticon, →Unalachtigo - Narices. →Coahuiltecan (Swanton) - Narraganset konfederacija, Algonquian, Rhode Island. Plemena saveza: Aquidneck, Chaubatick, Maushapogue, Mittaubscut, Narragansett, Pawchauquet, Pawtuxet, Ponaganset, Shawomet (Shanomet). - Narragansett, →Narraganset konfederacija - Nasbobah, →Nipmuc - Nashua, →Pennacook konfederacija - Naskapi, algonquian, Kanada - Naskotin, →Južni Carrier - Nata, →Guaymi - Natao. →Coahuiltecan (Swanton) - Nataotin, →Babine - Natchesan: Avoyel, Natchez, Taensa - Natchez, Natchesan, Mississippi - Natchitoches, →Natchitoches konfederacija - Natchitoches konfederacija, Caddo, Louisiana: Doustioni, Natchitoches, Ouachita, Yatasi, - Natliatin, →Južni Carrier - Natsit-kutckin, Athapaskan, Aljaska - Naumkeag, →Pennacook konfederacija - Nauniem →Comanche - Nause, →Nanticoke konfederacija - Nauset, Algonquian, Massachusetts - Navaho (Navajo), Athapaskan; Novi Meksiko - Navasink, →Unami - Nawathinehena (Náwunena, Southern Arapaho), →Arapaho - Nawiti, →Kwakiutl. Lokalna plemena: Nakomgilisala, Tlatlasikoala, - Nazas. →Coahuiltecan (Swanton) - Nebome, →Pima Bajo - Nechacokee, →Multnomah - Nechaui, →Hasinai - Neches, →Hasinai - Necpacha. →Coahuiltecan (Swanton) - Neerchokioon, →Watlala - Nehalem, →Tillamook | - Nellagottine, →Kawchottine (Hareskin), - Nemalquinner, →Multnomah - Nesaquake, →Metoac konfederacija. - Neshamini, →Unalachtigo - Nespelem →Sanpoil - Nestucca, →Tillamook - Neusiok, iroquoian, Sjeverna Karolina - New River Shasta →Shasta - Newichawanoc, →Pennacook konfederacija - Nez Percé (Chopunnish, Pierced Noses), Shahaptian, Idaho: Alpowe'ma, Atskaaiwawixpu, Esnime, Hasotino, Hatweme, Heswéiwewipu, Hinsepu, Imnáma, Inantoinu, Isäwisnemepu, Iwatoinu, Kamiaxpu, Lamtáma, Lapweme, Makapu, Painima, Pipu'inimu, Saiksaikinpu, Sakánma, Sálwepu, Saxsano, Siminekempu, Taksehepu, Temanmu, Tewepu, Toiknimapu, Tsokolaikiinma, Tuke'liklikespu, Tukpäme, Tunèhepu, Walwáma, Wewi'me, Witkispu, Yakto'inu, Yatóinu, Nuksiwepu, Sahatpu, Wawawipu, Almotipu, Pinewewewixpu, Tokalatoinu. - Niantic, Algonquian, Rhode Island - Nibowisibiwininiwak, →Chippewa - Nicarao, nahua, Nikaragva - Nichewaug, →Nipmuc - Nichikun, →Montagnais-Naskapi - Nicoleño, Shoshonean, Kalifornija - Nicomen, →Stalo - Nicoya →Orotiña - Nigco →Coahuiltecan (Swanton) - Nikozliautin, →Sjeverni Carrier - Nimkish, →Kwakiutl - Ninnipaskulgee, →Muskogee - Ninstints, →Haida - Nio, Taracahitian, Meksiko - Niopwätûk (Cree-Assiniboine), →Paskwawininiwug (Plains Cree) - Nipissing, →Chippewa - Nipmuc, Algonquian, Massachusetts: Acoomemeck, Attawaugan, Chabanakongkomun, Chachaubunkkakowok, Coweset, Hassanamesit, Magunkaquog, Manchaug, Manexit, Mashapaug, Medfield, Menemesseg, Metewemesick, Missogkonnog, Muskataquid, Nasbobah, Nichewaug, Okommakamesit, Pakachoog, Quabaug, Quadick, Quantisset, Quinebaug, Quinetusset, Segunesit, Tatumasket, Wabaquasset, Wacuntug, Wenimesset, - Nisapst. →Tukstanu - Niska, Chimmesyan, Kanada. Lokalne skupine: Kithateh (Gitrhatin), Kitgigenik (Gitwinksilk), Kitwinshilk, Kitanwilksh, - Nisqually, salishan Washington: Basha'labsh, Sakwi'absh, Sigwa'letcabsh, Tsakwe'kwabsh, Sta'habsh, Tsuwa'diabsh, Tuwha'khabsh, Yisha'ktcabsh, Yokwa'lsshabsh. - Nitinat, →Nootka - Nochpeem, →Wappinger konfederacija - Nohuntsitk, →Heiltsuk - Nomä'kokon Se'peo Tusi'niniwûg, → Menominee. - Nomlaki, Copehan, Kalifornija - Nonapho, Tonkawan, Teksas. - Nongatl (Saia), Athapaskan, Kalifornija - Nonotuc, →Pocomtuc - Nookachamps, →Skagit - Nooksack, salishan Washington - Nootka, wakashan, Kanada. Plemena: Ahousaht, Chaicclesaht, Clayoquot, Ehatisaht, Ekoolthaht, Hachaaht, Hesquiat, Kelsemaht, Klahosaht, Kwoneatshatka, Kyuquot, Makah, Manosaht, Mooachaht, Muchalat, Nitinat, Nuchatlitz, Oiaht, Opitchesaht, Pacheenaht, Seshart, Toquart, Uchucklesit, Ucluelet, - Noquet, Algonquian, Michigan - Northern Foothill Yokuts →Chukchansi: Toltichi, Kechayi, Dumna, Dalinchi, Chukchansi (Shukshansi, Shukshanchi), - Northern Tewa, →Tewa: Nambe, Tesuque, San Ildefonso, San Juan, Santa Clara, Pojoaque, Hano. - Northern Tonto Apači →San Carlos Apači: Bald Mountain, Fossil Creek, Mormon Lake, Oak Creek - Northern Valley Yokuts →Chauchila: Pitkachi (Pitkati), Wakichi, Hoyima, Heuchi, Chauchila (Chaushila, Toholo), Nupchinche (Noptinte), Tawalimnu, Lakisamni, Siakumne, Hannesuk, Coconoon, Chulamni. - Northfork Mono, → Western Mono - Norwottuck (Nalvotogy, Norwootuc), →Pocomtuc - Nottaway (Mangoak), iroquoian, Virginia - Ntlakyapamuk (Thompson), Salishan, Kanada - Ntshaautin, →Južni Carrier - Nuchatlitz, →Nootka - Nukkehkummeess, →Wampanoag konfederacija - Nuklukayet, →Tanana - Nukluktana, →Tanana - Nuksiwepu, → Nez Percé - Nupchinche (Noptinte), →Northern Valley Yokuts - Nutimi-iniuûk (Poplar People), →Paskwawininiwug (Plains Cree) - Nutunutu, →Southern Valley Yokuts - Nyav-kopai, →Hualapai |

| - Oak Creek Apači →Northern Tonto - Obispeño, →Chumash - Obone (Oposine), →Concho - Obozi (?).→Coahuiltecan (Swanton) - Ocale (Etocale), Timuquanan, Florida - Ocana. →Coahuiltecan (Swanton) - Occaneechi, siouan, Virginia - Ochechote (Uchichol), →Tenino - Oconee, Muskhogean, Georgia - Ocoroni, Taracahitian, Meksiko - Ocuiltec, →Matlatzinca - Odoesmades. →Coahuiltecan (Swanton) - Ofo (Ofogoula), siouan, Mississippi - Oglala, →Teton Sioux - Ohaguames. →Coahuiltecan (Swanton) - Ohamil, →Stalo - Ohiaht (Oiaht), →Nootka - Okahoki, →Unalachtigo - Okanagon, salishan Washington - Oka'to Wini'niwuk, → Menominee. - Okchai, →Muskogee - Okelousa, Muskhogean, Louisiana - Okmulgee, Muskhogean, Georgia - Okommakamesit, →Nipmuc - Okwanuchu, Sastean, Kalifornija - Olive, Meksiko - Olmec, Meksiko - Olobayaguame, →Concho - Olojasme, →Concho - Omaha, Dhegiha siouan, Nebraska - Onatheaqua, Timuquanan, Florida - Onawmanient, →Powhatan - Oneida, →Iroquois konfederacija | - Onepowesepewenenewak, →Chippewa - Onkolukomno'm, →Yuki - Ononchataronon, →Algonquin - Onondaga, →Iroquois konfederacija - Ontonagon, →Chippewa - Ontponea, → Manahoac - Oohenonpa (Two Kettle) →Teton Sioux - Opata, Taracahitian, Meksiko. Lokalne skupine: Eudeve, - Opelousa, Attacapan, Louisiana - Opitchesaht, →Nootka - Orejones. →Coahuiltecan (Swanton) - Orosi, →Orotiña - Orotiña, Oto-Mangue, Kostarika. Lokalne skupine: Orosi, Nicoya - Osa, →Boruca - Osage, Dhegiha siouan. Missouri. Pahatsi (Great Osage), Utsehta ( Little Osage), Santsukhdhi (Arkansas). - Oschekkamegawenenewak, →Chippewa - Osochi, Timuquanan, Alabama - Oto, Chiwere siouan, Nebraska - Oto-Mangue porodica: Chorotega, Chiapanec, Mazatec, - Otomi, Oto-Mangue. Plemena: Mazahua, Otomi - Ottawa, Algonquian, Michigan - Ottawa Lake Men, →Chippewa - Ouachita, →Natchitoches konfederacija - Ouarastegouiak, →konfederacija Abenaki - Ouasouarini, →Chippewa - Ouchestigouetch, →Montagnais-Naskapi - Oumamiwek (Ste. Marguerite), →Montagnais-Naskapi - Outchougai, →Chippewa - Oydican. →Coahuiltecan (Swanton) - Ozette →Makah - Ozinies, →Nanticoke konfederacija |

| - Paac. →Coahuiltecan (Swanton) - Paachiqui. →Coahuiltecan (Swanton) - Pabor. →Coahuiltecan (Swanton) - Pacaruja (Uhde, 1861). →Coahuiltecan (Swanton) - Pachal. →Coahuiltecan (Swanton) - Pachalaque. →Coahuiltecan (Swanton) - Pachaloco. →Coahuiltecan (Swanton) - Pachaquen. →Coahuiltecan (Swanton) - Pachasock, →Pocomtuc - Pachaug. →Coahuiltecan (Swanton) - Pacheenaht, →Nootka - Pachera, → Tarahumara - Pacpul. →Coahuiltecan (Swanton) - Pacuaches. →Coahuiltecan (Swanton) - Pacuachiam. →Coahuiltecan (Swanton) - Pagatsu →Comanche - Paguan. →Coahuiltecan (Swanton) - Paguanan. →Coahuiltecan (Swanton) - Pahatsi (Great Osage), →Osage - Painima, → Nez Percé - Paiute (Pajuti), Shoshonean: - Pajalat. →Coahuiltecan (Swanton) - Pajarito. →Coahuiltecan (Swanton) - Pakachoog, →Nipmuc - Pakana, →Muskogee - Pakawa. →Coahuiltecan (Swanton) - Palagewan, →Tübatulabal - Palaihnihan: Achomawi, Atsugewi - Paleuyami (Padeuyami, Peleuyi, Paluyam), →Poso Creek Yokuts - Palouse, Shahaptian, Washington: Almotu, Chimnapum, Kasispa, Palus, Tasawiks - Palus →Palouse - Pamacocack, →Conoy - Pamaque. →Coahuiltecan (Swanton) - Pamaya. →Coahuiltecan (Swanton) - Pame, →Otomi. Lokalne skupine: Otomi, Pame - Pamlico, Algonquian, Sjeverna Karolina - Pamoranos. →Coahuiltecan (Swanton) - Pampopas. →Coahuiltecan (Swanton) - Pamunkey, →Powhatan - Panamaka, →Panamaka - Panamaka →sumo. Lokalne skupine: Karawala, Panamaka, Tunki. - Panquechin, →Saanich - Pantasma, Matagalpa - Papabuco, Zapotecan, Meksiko - Papago, piman, Arizona - Papanac. →Coahuiltecan (Swanton) - Paparos, Panama - Papinachois, →Montagnais-Naskapi - Papudo, →Acaxee - Paquache. →Coahuiltecan (Swanton) - Parantones. →Coahuiltecan (Swanton) - Parchaque. →Coahuiltecan (Swanton) - Parchinas. →Coahuiltecan (Swanton) - Pariza →Guaymi, Panama - Parkeenaum →Comanche - Pasalves. →Coahuiltecan (Swanton) - Pä'sä'tiko Wini'niwuk, → Menominee. - Pascagoula, Muskhogean, Mississippi - Paskokopa- wiinuûk (Willow People), →Paskwawininiwug (Plains Cree) - Paskwawininiwug (Plains Cree), →Cree. Bande: Katepoisipi-wiinûk (Calling River, Qu'Appelle ili Kagiciwuinuwuk, Loud Voices), Wabuswaianûk (Rabbit Skins), Mämäkitce-wiinuûk (Big Gizzard People), Paskokopa- wiinuûk (Willow People), Nutimi-iniuûk (Poplar People), Cipi-winiuûk (River People), Saka-winouûk (Bush People), Masnipiwiniuûk (Painted ili Pictured People), "Little Dogs," (Piapot's Band), Asinskau-winiuûk (Stone People), Tcipoaian-winiuûk (Chipewyan People), Niopwätûk (Cree-Assiniboine), Sakbwatsûk (Bush Assiniboine). - Pasnacanes. →Coahuiltecan (Swanton) - Paspahegh, →Powhatan - Pasqual. →Coahuiltecan (Swanton) - Pasquotank, →Weapemeoc - Passamaquoddy (Machias Tribe, Opanango, Pesmokant, Quoddy, Scotuks, Scootuck, St. Croix Indians, Unchechauge, Unquechauge), →Abenaki konfederacija. Algonquian, Maine - Passayonk, →Unalachtigo - Pastaloca. →Coahuiltecan (Swanton) - Pastancoyas. →Coahuiltecan (Swanton) - Pasteal. →Coahuiltecan (Swanton) - Patague. →Coahuiltecan (Swanton) - Patan. →Coahuiltecan (Swanton) - Patanium. →Coahuiltecan (Swanton) - Pataquilla, karankawan, Texas - Pataunck, →Powhatan - Patchogue, →Metoac konfederacija. - Patica, →Rama - Patiri, Attacapan, Teksas - Patou. →Coahuiltecan (Swanton) - Patsuiket, →konfederacija Abenaki - Patuxent, →Conoy - Patuxet, →Wampanoag konfederacija - Patwin, Copehan, Kalifornija - Patzau. →Coahuiltecan (Swanton) - Pauganes. →Coahuiltecan (Swanton) - Paugussett, →Wappinger - Pausaqui. →Coahuiltecan (Swanton) - Pausay. →Coahuiltecan (Swanton) - Pawchauquet, →Narraganset konfederacija - Pawnee, caddoan, Nebraska: Chaui (Grand Pawnee), Kitkehahki (Republican Pawnee), Pitahauerat (Tapage Pawnee), Skidi (Wolf Pawnee, Pawnee Loup) - Pawokti, Muskhogean, Florida - Pawtuxet, →Narraganset konfederacija - Paya, Honduras. Lokalne skupine: Seco - Payaya. →Coahuiltecan (Swanton) - Payuguan. →Coahuiltecan (Swanton) - Peana. →Coahuiltecan (Swanton) - Pecos, →Towa, Novi Meksiko - Pedee, Siouan, Južna Karolina - Pelly River, →Nahane - Pelones. →Coahuiltecan (Swanton) - Penateka →Comanche - Pend d'Oreilles (Kalispel), Shahaptian, Idaho - Penelakut, →Cowichan - Pennacook, →Pennacook konfederacija | - Pennacook konfederacija, Algonquian. Plemena: Accominta, Agawam, Amoskeag, Coosuc, Nashua, Naumkeag, Newichawanoc, Pennacook, Pentucket, Piscataqua, Souhegan, Squamscot, Wachuset, Wamesit, Weshacum, Winnecowet, Winnipesaukee, - Penobscot (Pentagoet, Panaomeska), →Abenaki konfederacija. Algonquian, Maine - Penointikara, →Bannock - Penomeño, →Guaymi, Panama - Pensacola, Muskhogean, Florida - Pentlatch, →Ntlakyapamuk (Thompson), - Pentlatch (Puntlatsh), salishan, Kanada. Lokalne skupine: Hwahwatl, Pentlatch, Saamen, - Pentucket, →Pennacook konfederacija - Peoria, →Illinois konfederacija - Pepicokia. →Miami - Pequot, Algonquian, Connecticut - Pericú, →Pericú - Pericú →guaycuran. Plemena: Pericú, Isleño - Periúe (Perihúe) →Uchití, - Perquiman, →Weapemeoc - Pescado (?).→Coahuiltecan (Swanton) - Piankashaw, →Miami - Piankatank, →Powhatan - Piato, →Pima, Sonora - Picuris, →Tiwa - Piedras Blancas. →Coahuiltecan (Swanton) - Piegan →Blackfoot - Pigwacket (Pegouakki, Peguaki, Pequawket), →konfederacija Abenaki - Pilalt, →Stalo - Pilthlako, Muskhogean, Alabama - Pima, piman, Arizona. Lokalne skupine: Piato, Himeri, - Pima Bajo (Lower Pima), Piman: Cocomacaque (Cocomacague), Yecora, Ures, Nebome, - Piman: Papago, Pima, Quahatika, Sobaipuri, Colotlan, Pima Bajo, Vigitega, Teul, Tepehuan, Tepecano, Potlapiqua, Piato, - Pinal Apači, →San Carlos Apači vlastiti - Pinanaca. →Coahuiltecan (Swanton) - Pinewewewixpu, → Nez Percé - Piniquu. →Coahuiltecan (Swanton) - Pintos. →Coahuiltecan (Swanton) - Piowant (Piant), →Wampanoag konfederacija - Pipil, →Nahua - Pipu'inimu, → Nez Percé - Piqua →Shawnee - Piquique. →Coahuiltecan (Swanton) - Piro, Tanoan, Novi Meksiko: Senecu, Senecu del Sur - Piscataqua, →Pennacook konfederacija - Piscataway (Conoy vastiti), →Conoy - Pisko, →Yakima - Pisone, Meksiko - Pissasee, →Powhatan - Pistol River (Chetleschantunne), →Tututni - Pita. →Coahuiltecan (Swanton) - Pitahauerat (Tapage Pawnee), →Pawnee - Pitahay. →Coahuiltecan (Swanton) - Pitkachi (Pitkati), →Northern Valley Yokuts - Playano Salinan →Salinan - Pocasset (Corbitant, Caunbatant, Weetamoo), →Wampanoag konfederacija - Pochutla, →Nahua - Pocomtuc, →Pocomtuc - Pocomtuc, Algonquian, Massachusetts: Agawam, Mayawaug, Nameroke, Nonotuc, Norwottuck (Nalvotogy, Norwootuc), Pachasock, Pocomtuc, Scitico (Skittico, Squitkko), Squawkeag, - Pocora, →Rama - Pocosi, Talamancan, Kostarika - Podunk, →Wappinger - Pohoi (adoptirani Shoshoni) →Comanche - Pohoy (Pooy, Posoy), Timuquanan, Florida - Pojoaque →Northern Tewa - Pokanoket (Montaup, Sowam), →Wampanoag konfederacija - Pokomam, →Mayan - Pokonchi, →Mayan - Polacme, →Concho - Pomo, Kulanapan, Kalifornija.Lokana plemena: Gallinomero, Gualala Pomo - Pompton, →Unami - Pomuluma. →Coahuiltecan (Swanton) - Ponaganset, →Narraganset konfederacija - Ponca, Dhegiha siouan, Nebraska - Popkum, →Stalo - Popoloca, popolocan, Meksiko. Lokalne skupine: Sayula, - Popolocan, Plemena: Chocho, Popoloca, Ixcatec, Guatinicamame, - Popoluca, Mixe-Zoque. Lokalne skupine: Oluta, Sayula - Poquonock, →Wappinger - Posalme, →Concho - Posgisa (Poshgisha), → Western Mono - Poso Creek Yokuts →Chukchansi: Paleuyami (Padeuyami, Peleuyi, Paluyam), Kumachisi (Komechesi, Kometsicsi, Kumachesi) - Potano, Timuquanan, Florida - Potapaco, →Conoy - Potawatomi, Algonquian, Michigan - Poteskeet, →Weapemeoc - Potlapiqua, →Piman - Potomac, →Powhatan - Powahe'kune Tusi'niniwûg, → Menominee. - Powhatan, →Powhatan - Powhatan konfederacija, Algonquian, Virginia: Accohanoc, Accomac, Appomattoc, Arrohattoc, Chesapeake, Chickahominy, Chiskiac, Cuttatawomen, Kecoughtan, Mattapony, Moraughtacund, Mummapacune, Nansemond, Nantaughtacund, Onawmanient, Pamunkey, Paspahegh, Pataunck, Piankatank, Pissasee, Potomac, Powhatan, Rappahannock, Secacawoni, Tauxenent, Warrasqueoc, Weanoe, Werowocomoco, Wicocomoco, Youghtanund, - Prietos. →Coahuiltecan (Swanton) - Prinzo, →Ulua - Psaupsau. →Coahuiltecan (Swanton) - Pswanwapam (Upper Yakima), Shahaptian, Washington - Pujunan: - Pulacuam, tonkawan ili coahuiltecan, Teksas. - Purisimeño, →Chumash - Putaay. →Coahuiltecan (Swanton) - Puyallup, salishan, Washington: Esha'ktlabsh, Kalka'lak, Klbalt, Spwiya'laphabsh, Sha'tckad, Sko'tlbabsh, Skwapa'bsh, Skwlo'tsid, Steilacoom, Tsugwa'lethl, Tule'lakle, Twa'debshab. |

| - Quabaug, →Nipmuc - Quadick, →Nipmuc - Quahatika, piman, Arizona - Quaitso, salishan, Washington - Quamichan, →Cowichan - Quanataguo. →Coahuiltecan (Swanton) - Quantisset, →Nipmuc - Quapaw, Ddhegiha siouan, Arkansas - Quata, →Matlatzinca - Quatsino, →Koskimo - Quems. →Coahuiltecan (Swanton) - Quepanos. →Coahuiltecan (Swanton) - Quepo, →Boruca - Quesal. →Coahuiltecan (Swanton) - Quiche, →Mayan | - Quide (?).→Coahuiltecan (Swanton) - Quileute, Chimakuan, Washington - Quilote, karankawan, Texas - Quinault, salishan, Washington - Quinebaug, →Nipmuc - Quinetusset, →Nipmuc - Quinipissa, Muskhogean, Louisiana - Quinnipiac, →Wappinger - Quioborique (?).→Coahuiltecan (Swanton) - Quisabas (?).→Coahuiltecan (Swanton) - Quitacas. →Coahuiltecan (Swanton) - Quiutcanuaha, Tonkawan, Teksas. - Quivi (?).→Coahuiltecan (Swanton) - Quoratean: Karok |

| - Rama, →Rama - Rama jezična porodica: Catapa, Cocora, Xurru, Gotane, Patica, Pocora, Rama, Tice, Turrin, Corobici, Melchora, Guatuso, - Rappahannock, →Powhatan - Raritan, →Unami - Reckgawawanc, →Unami | - Rice Lake banda →Chippewa - Rickohockan, →Yuchi - River Crow → Crow: Minë'sepëre, - Rocameca, →konfederacija Abenaki - Rockaway, →Metoac konfederacija. - Rumsen →Costanoan |

| - Saamen, →Ntlakyapamuk (Thompson), - Saanich (Sanetch), →Songish. Lokalne skupine: Mayne Island, Panquechin, Tsartilp, Tsawout, Tsehump, Saturna Island. - Sabaibo, →Acaxee - Sac, algonquian, Wisconsin - Saclan Costanoan, - Sagaiguninini, →Algonquin - Sahatpu, → Nez Percé - Sahehwamish, salishan, Washington: Elo'sedabsh, Sahehwamish, Skwaysithlhabsh, Statca'sabsh, Tapi'ksdabsh, Tutse'tcakl, - Sahehwamish (Sahe'wabsh) →Sahehwamish - Saiksaikinpu, → Nez Percé - Saitinde →Jicarilla - Sakánma, → Nez Percé - Saka-winouûk (Bush People), →Paskwawininiwug (Plains Cree) - Sakawithiniwuk (Sakawininiwug, Woodland Cree). →Cree, - Sakbwatsûk (Bush Assiniboine). →Paskwawininiwug (Plains Cree) - Saktabsh, → Suquamish - Sakwi'absh →Nisqually - Salapaque (?).→Coahuiltecan (Swanton) - Salinan jezična porodica, salinan, Kalifornija. Lokalne skupine: Antoniaño, Migueleño, Playano Salinan - Salinan: Salinan - Salinas (?).→Coahuiltecan (Swanton) - Salineros, →Seri - Salishan: Bella Coola, Chehalis, Chelan, Chilluckittequaw, Clallam, Coeur d'Alêne (Skitswish), Colville, Comox, Copalis, Cowichan, Cowlitz, Duwamish, Flathead (Salish), Kwaiailk, Lillooet, Lummi, Methow, Muckleshoot, Nanaimo, Nisqually, Nooksack, Ntlakyapamuk, Okanagon, Pentlatch (Puntlatsh), Puyallup, Quaitso (Queets), Quinault, Sahehwamish, Samish, Sanpoil, Satsop, Semiahmoo, Senijextee, Siletz, Sinkaietk, Sinkakaius, Sinkiuse (Sinkiuse-Columbia), Sishiatl (Seechelt), Shuswap, Skagit, Skin, Snohomish, Snoqualmie, Songish, Spokan, Squawmish, Squaxon, Stalo (Cowichan of Fraser River, Halkomelem), Suquamish, Swallah, Swinomish, Tillamook, Twana, Wenatchee, Wynoochee. - Salmon River, →Tillamook - Saltwater Pond, →Wampanoag konfederacija - Saluda, Algonquian, Južna Karolina - Sálwepu, → Nez Percé - Samampac. →Coahuiltecan (Swanton) - Samish, Salishan, Washington - Sammamish →Duwamish - Sampanal. →Coahuiltecan (Swanton) - San Arcs, →Teton Sioux - San Blas, →Cuna - San Carlos Apači vlastiti →San Carlos Apache: Apache Peaks, Arivaipa, Pinal, San Carlos, - San Carlos Apači, →Apache: San Carlos Apache vlastiti, White Mountain, Cibecue, Southern Tonto, Northern Tonto - San Carlos banda, →San Carlos Apache vlastiti - San Felipe, →Queres - San Francisco Costanoan, - San Ildefonso, →Northern Tewa - San Juan, →Northern Tewa - San Juan Bautista Costanoan, - Sana, Tonkawan, Teksas. - Sandia, →Tiwa - Sanipao. →Coahuiltecan (Swanton) - Sanpoil, Salishan, Washington - Santa Ana, →Queres - Santa Clara, →Northern Tewa - Santa Clara Costanoan, - Santa Cruz Costanoan, - Santee, Siouan, Južna Karolina - Santee Sioux (Dakota), siouan,: Mdewkanton, Wahpeton, Wahpekute, Sisseton, - Santiam, Kalapooian, Oregon: Chamifu, Chanchampenau, Chanchantu, Chantkaip. - Santo Domingo, →Queres - Santsukhdhi (Arkansas) →Osage - Sanya, →Tlingit - Saponi, Siouan, Virginia - Saracuam (?).→Coahuiltecan (Swanton) - Sarcee (Sarsi), Athapaskan, Kanada - Sastean: Konomihu, Okwanuchu, Shasta, - Sasuchan (Sasuten), →Sekani - Satchotugottine. →Kawchottine (Hareskin), - Satsop, Salishan, Washington - Saturiwa, Timuquanan, Florida - Saturna Island. →Saanich - Sauk, →Skagit - Sawokli, Muskhogean, Alabama - Saxsano, → Nez Percé - Sayultec, →Nahua - Sba'leuk, →Skagit - Scirihauk. →Awahu - Scitico, →Pocomtuc - Scowlits, →Stalo - Sdugwadskabsh, →Snohomish - Seamysty, →Skilloot - Secacawoni, →Powhatan - Secatogue, →Metoac konfederacija. - Secmoco. →Coahuiltecan (Swanton) - Seco, →Paya - Secowocomoco. →Conoy - Segunesit, →Nipmuc - Sekamish →Muckleshoot - Sekani, Athapaskan, Kanada. Lokalne skupine: Sasuchan (Sasuten), Tsekani, Tseloni, Yutuwichan. - Semiahmoo, Salishan, Washington - Seminole, Muskhogean, Florida - Semonan (?).→Coahuiltecan (Swanton) - Seneca →Iroquois konfederacija - Senecu, →Piro - Senecu del Sur →Piro - Senijextee (Lake), Salishan, Washington - Senisos. →Coahuiltecan (Swanton) - Seri, serian, Meksiko. Lokalne skupine: Salineros, Tepocas, Tiburon, Upanguayma, Guayma - Serrano, Shoshonean Kalifornija - Seshart (Tseshaht), →Nootka - Se'tas-lema, →Yakima - Setauket, →Metoac konfederacija. - Setlemuk (Cañon Shuswap), →Shuswap - Sewathen, →Stalo - Sewee, Siouan, Južna Karolina - Shabwasing, →Chippewa - Shackaconia, → Manahoac - Shackamaxon, →Unalachtigo - Shahaptian: Klickitat, Mical, Nez Percé, Palouse, Pend d'Oreilles (Kalispel), Pswanwapam, Taidnapam, Tenino, Tyigh, Umatilla, Walla Walla, Wanapam, Wauyukma, Yakima - Shakori, Siouan, Sjeverna Karolina - Shanwappom, →Wenatchee - Shasta, sastean, Kalifornija. Lokalne skupine: Ahotireitsu, Haldokehewuk (Cecilville), Iruaitsu, Kahosadi, New River Shasta - Sha'tckad, →Puyallup - Shaugawaumikong, →Chippewa - Shawnee, Algonquian, Tennessee: Chillicothe, Hathawekela, Kispokotha, Mequachake, Piqua - Shawomet (Shanomet), →Wampanoag konfederacija - Shawomet (Shanomet). →Narraganset konfederacija - Shimmoah, →Wampanoag konfederacija - Shinnecock, →Metoac konfederacija. - Shivawach (Shivawats), →Chemehuevi - Shohopanaiti, →Bannock - Shoshonean: Alliklik, Bannock, Cahuilla, Chemehuevi, Comanche, Cupeño, Fernandeño, Gabrieleño (Gabrielino), Hopi, Juaneño, Kawaiisu, Kitanemuk, Koso (Panamint), Lohim, Luiseño, Nicoleño, Paiute, Serrano, Sjeverni Pajuti, Sjeverni Šošoni, Tübatulabal, Ute, Vanyume, Zapadni Šošoni. - Shoto →Multnomah - Shuswap, Salishan, Kanada. Lokalne skupine: Stlemhulehamuk (Fraser River Shuswap), Setlemuk (Cañon Shuswap), Stietamuk (Lake Shuswap), Tekkakalt (North Thompson Shuswap), Skstellnemuk (Bonaparte Shuswap), Stkamlulepsemuk (Kamloops Shuswap), Zaktcinemuk (Shuswap Lake Shuswap) - Siaguan. →Coahuiltecan (Swanton) - Siakumne, →Northern Valley Yokuts - Siansi. →Coahuiltecan (Swanton) - Siapkat, →Wenatchee - Sicaog, →Wappinger - Siccameen, →Cowichan - Sichanetl, →Songish vlastiti - Siconesse, →Unalachtigo - Sigua, nahua, Panama - Sigwa'letcabsh → Nisqually - Sihasapa (Blackfoot) →Teton Sioux - Si'-hlama, →Yakima - Sijame, Tonkawan, Teksas. - Siksika, →Blackfoot - Sikwigwi'lts, →Skagit - Si'la-hlama, →Yakima - Silam, →Sumo - Siletz, Salishan, Oregon - Sillanguayas. →Coahuiltecan (Swanton) - Simaomo Tonkawan, Teksas. - Siminekempu, → Nez Percé - Si'mkoe-hlama, →Yakima | - Sinia'lkumuk, →Wenatchee - Sinicu. →Coahuiltecan (Swanton) - Sinkaietk, Salishan, Washington: Kartar, Konkonelp, Tonasket, Tukoratum, - Sinkakaius, Salishan, Washington - Sinkiuse-Columbia, Salishan, Washington: .nkee'us (.s.nkeie'usox), Stata'ketux, .tskowa'xtsEnux (.skowa'xtsEnEx, Moses Columbia), Sinkumkunatkuh, Sinkolkolumínuh, Stapi'sknuh, Skukulat'kuh, Skoáhchnuh, Skihlkintnuh, Skultaqchi'mh - Sinkolkolumínuh→Sinkiuse-Columbia - Sinkumchi'muk, →Wenatchee - Sinkumkunatkuh →Sinkiuse-Columbia - Sinkyone, Athapaskan, Kalifornija - Sinpusko'isok, →Wenatchee - Sint Sink (Sintsink), →Wappinger konfederacija - Sintia'tkumuk, →Wenatchee - Siouan: Assiniboin, Biloxi, Cape Fear, Catawba, Cheraw, Congaree, Crow, Eno, Hidatsa, Iowa, Kansa, Keyauwee, Manahoac, Mandan, Missouri, Monacan, Moneton, Mosopelea, Nahyssan, Occaneechi, Ofo (Ofogoula), Omaha, Osage, Oto, Pedee, Ponca, Quapaw, Santee, Saponi, Sewee, Shakori, Sioux, Sissipahaw, Sugeree, Tutelo, Waccamaw, Wateree, Waxhaw, Winnebago, Winyaw, Woccon, Yadkin. - Sioux, siouan, Južna Dakota: Santee, Teton, Yankton - Sishiatl (Seechelt), Salishan, Kanada. Lokalne skupine: Kunechin, Skaiakos, Tsonai, Tuwanek, - Sisseton, →Santee Sioux - Sissipahaw, Siouan, Sjeverna Karolina - Sitka, →Tlingit - Siupam. →Coahuiltecan (Swanton) - Siuslaw, Yakonan, Oregon - Siwanoy, →Wappinger konfederacija - Siyita, →Stalo - Sjeverni Carrier, →Carrier: Nikozliautin, Tatshiautin, - Sjeverni Pajuti (Mono): Western Mono, Eastern Mono - Sjeverni Šošoni, Shoshoneanm Idaho - Skaddal, →Wenatchee - Skagit, →Swinomish - Skagit, Salishan, Washington: Base'lelotsed, Baska'dsadsiuk, Baske'kwiuk, Baslo'halok, Duwa'ha, Nookachamps, Sauk, Sba'leuk, Sikwigwi'lts, Stillaguamish, Suiattle, Tcubaa'bish, - Skaiakos, →Sishiatl (Seechelt), - Skakalapiak → Colville - Skedans, →Haida - Skidegate, →Haida - Skidi (Wolf Pawnee, Pawnee Loup) →Pawnee - Skihlkintnuh →Sinkiuse-Columbia - Skilloot, chonookan, Washington: Hullooetell, Seamysty, Thlakalama, Tlakatlala - Skilumaak → Colville - Skingenes, →Songish vlastiti - Skinpah (Skin), →Tenino - Skittagetan: Haida. - Skoáhchnuh→Sinkiuse-Columbia - Skokomish, → Twana - Skopamish →Muckleshoot - Sko'tlbabsh, → Puyallup - Skstellnemuk (Bonaparte Shuswap), →Shuswap - Skuingkung, →Songish vlastiti - Skukulat'kuh→Sinkiuse-Columbia - Skultaqchi'mh →Sinkiuse-Columbia - Skwada'bsh, →Swinomish - Skwapa'bsh, → Puyallup - Skwawalooks, →Stalo - Skwaysithlhabsh, →Sahehwamish - Skwilsi'diabsh, →Snohomish - Skwlo'tsid, → Puyallup - Skykomish, →Snoqualmie - Sliammon, →Comox, - Smackshop → Chilluckittequaw - Smichunulauk → Colville - Smulkamish →Muckleshoot - Snchalik → Colville - Snchumutast → Colville - Snilaminak→ Colville - Snkuasik → Colville - Snohomish, →Snohomish - Snohomish, Salishan, Washington: Sdugwadskabsh, Skwilsi'diabsh, Snohomish, Tukwetlbabsh, - Snonkweametl, →Stalo - Snonowas, →Nanaimo - Snoqualmie, →Snoqualmie - Snoqualmie, Salishan, Washington: Skykomish, Snoqualmie, Stakta'ledjabsh, - Soacatino (Xacatin), Teksas, Louisiana, ? - Soatlkobsh, → Twana - Sobaipuri, piman, Arizona - Sokoni, →konfederacija Abenaki - Sokulk (Wanapum) - Soledad Costanoan - Soltec, →Zapotecan - Somehulitk, →Heiltsuk - Somenos, →Cowichan - Sonaque. →Coahuiltecan (Swanton) - Sonayan. →Coahuiltecan (Swanton) - Songish, salishan Kanada. Lokalna plemena: Saanich (Sanetch), Songish, Sooke. - Songish vlastiti, →Songish. Lokalne skupine: Chikauach, Chkungen, Kekayeken, Kltlasen, Ksapsem, Kukoak, Kukulek, Lelek, Sichanetl, Skingenes, Skuingkung, Stsanges - Sooke. →Songish - Soto'lve-kopai, →Hualapai - Souhegan, →Pennacook konfederacija - Southern Tewa →Tewa: Tano - Southern Tonto Apači, →San Carlos Apači: Mazatzal - Southern Valley Yokuts →Chauchila: Yauelmani, Tsineuhiu, Koyeti, Choinok, Wo'lasi Wo'ladji, Telamni, Wechihit, Nutunutu, Wimilchi, Wowol, Chunut, Tachi, Apiachi. - Spokan, Salishan, Washington - Spwiya'laphabsh (Puyallup) → Puyallup - Squamscot, →Pennacook konfederacija - Squawkeag, →Pocomtuc - Squawmish, Salishan, Kanada - Squawtits, →Stalo - Squaxon, Salishan, Washington - Sta'habsh → Nisqually - Stakta'ledjabsh, →Snoqualmie - Stalo (Cowichan of Fraser River, Halkomelem), →salishan, Kanada. Lokalna plemena: Chehalis, Chilliwack, Coquitlam, Ewawoos, Katsey, Kelatl, Kwantlen, Musqueam, Nicomen, Ohamil, Pilalt, Popkum, Scowlits, Sewathen, Siyita, Skwawalooks, Snonkweametl, Squawtits, Sumass, Tsakuam, Tsenes. - Stapi'sknuh →Sinkiuse-Columbia - Stata'ketux →Sinkiuse-Columbia - Statca'sabsh, →Sahehwamish - Stegaraki, → Manahoac - Steilacoom, → Puyallup - Stietamuk (Lake Shuswap), →Shuswap - Stikine, →Tlingit - Stillaguamish, →Skagit - Stkamlulepsemuk (Kamloops Shuswap), →Shuswap - Stlemhulehamuk (Fraser River Shuswap), →Shuswap - Stone Chilcotin (Stonies): Tlathenkotin, Tleskotin, Toosey. - Stono, →Cusabo - Stsanges →Songish vlastiti - Stske'tamihu, →Wenatchee - Stuwihamuk, Athapaskan, Kanada - Suahuaches (?).→Coahuiltecan (Swanton) - Sua'makosa Tusi'niniu, → Menominee. - Suanas. →Coahuiltecan (Swanton) - Subinha, →Mayan - Subtiaba (Maribio), →Tlapanecan - Sucayi, →Concho - Suerre, → Talamancan - Sugeree, Siouan, Južna Karolina - Sugwaundugahwininewug, →Chippewa - Suiattle, →Skagit - Sukaauguning, →Chippewa - Sukkwan, →Haida - Sukshaltatano'm, →Yuki - Sulujame. →Coahuiltecan (Swanton) - Suma, Meksiko - Sumass, →Stalo - Sumdum, →Tlingit - Sumo, misuluan. Lokalne skupine: Bawihka, Baymunana, Boa, Yasika, Tawahka, Silam, Panamaka, Musutepes, Lakus, Ku, Kiwahka, Dudu, - Sumo-Sirpe, →Misuluan - Suquamish, → Suquamish - Suquamish, salishan, Washington: Saktabsh, Suquamish, - Surruque, Timuquanan, Florida - Susquehanna, Iroquoian, Pennsylvania - Sutaio Algonquian, - Suwal → Kwalhioqua - Swallah, salishan, Washington - Swinomish, salishan, Washington: Ho'baks, Kikia'los, Kwa'dsakbiuk, Skagit, Skwada'bsh, Swinomish - Swinomish →Swinomish |

| - Tacame. →Coahuiltecan (Swanton) - Tacatacuru, Timuquanan, Florida - Tachi, →Southern Valley Yokuts - Tadousac, →Montagnais-Naskapi - Taensa, Natchesan, Louisiana - Tagish, →Nahane - Tahltan, Athapaskan, Kanada - Tahontaenrat (Tohontaenrat, Atahonta'enrat, Tohonta'enrot, White-eared People ili Deer People), →Wendat - Tahue →Tahue - Tahue. Plemena: Comanito, Mocorito, Tahue, Tubar, - Taidnapam (Upper Cowlitz), Shahaptian, Washington - Taimamares. →Coahuiltecan (Swanton) - Takelma, takilman, Oregon - Takfwelottine, →Tlingchadinne (Dogrib) - Takilman: Latgawa, Takelma - Takkuth-kutchin, Athapaskan, Kanada - Taksehepu, → Nez Percé - Taku, →Tlingit - Takutine, →Nahane - Talamanca, → Talamancan - Talamancan: Bribri, Cabecar, Urinama, Térraba, Teshbi, Talamanca, Suerre, Pocosi, Guetare, - Talapoosa →Muskogee - Taltushtuntude (Galice Creek), Athapaskan, Oregon. - Tamaroa →Illinois konfederacija - Tamathli, Muskhogean, Georgia - Tamaulipec. Plemena: Anachiguaies, Apostatas, Aracanaes, Borrados, Cacalotes, Cadimas, Camaleones, Carrizos, Comecamotes, Comecrudo, Cuercos quemados, Inocoples, Mariguanes, Pitas, Sainoscos, Serranos, Sibayones (1) (Aguayo), Sibayones (2) ( Río de los Infantes), Tepemacas. - Tamazulteca, Michoacán. - Tamcan (?).→Coahuiltecan (Swanton) - Tamique (?).→Coahuiltecan (Swanton) - Tanaina, Athapaskan, Aljaska - Tanana, Athapaskan, Aljaska. Lokalne skupine: Clatchotin, Huntlatin, Minchumina Lake people, Nuklukayet, Nukluktana, Tatsa, Tolwatin, Tozikakat, Tutlut, Weare, - Tangipahoa, Muskhogean, Louisiana - Tanima →Comanche - Tankiteke, →Wappinger konfederacija - Tano →Southern Tewa - Tanoan: Manso, Pecos, Piro, Tewa, Tiwa, Towa (Jemez) - Ta'no'm, →Yuki - Tanotenne, →Južni Carrier - Tanpacuazes. →Coahuiltecan (Swanton) - Tanxnitania, → Manahoac - Taos →Tiwa - Tapanash, →Tenino - Tapi'ksdabsh, →Sahehwamish - Taposa, Muskhogean, Mississippi - Tappan, →Unami - Taracahitian. Plemena: Acaxee, Baciroa, Bamoa, Cahita, Zoe, Xixime, Guasave, Tarahumara, Opata, Ocoroni, Nio, Macoyahui, Jova, Huite, Conicari, - Tarahumara (Tarahumare), Taracahitian, Meksiko. Lokalne skupine: Pachera, - Tarascan, jezična porodica. Pleme: Tarasco - Tarasco, tarascan, Meksiko - Tarequano. →Coahuiltecan (Swanton) - Tariaca, →Cabecar - Tasawiks →Palouse - Tatamaste, →Concho - Tateke, →Cowichan - Tatlit-kutchin, Athapaskan, Kanada - Tatpoös. →Comox, - Tatsa, →Tanana - Tatsanottine (Yellow Knives), athapaskan, Kanada - Tatshiautin, →Sjeverni Carrier - Tatumasket, →Nipmuc - Tautin, →Južni Carrier - Tauxenent, →Powhatan - Tawahka, →Sumo - Tawalimnu, →Northern Valley Yokuts - Tawasa, Timuquanan, Florida - Tawira, →Miskito (Mosquito), - Tcipoaian-winiuûk (Chipewyan People), →Paskwawininiwug (Plains Cree) - Tcubaa'bish, →Skagit - Teana. →Coahuiltecan (Swanton) - Tebaca, →Acaxee - Tecahuistes. →Coahuiltecan (Swanton) - Tecaya →Acaxee - Teco-Tecoxquin, Nahua - Tecual, Nahua - Tecuexe, → Cazcan - Tegninateo, → Manahoac - Tehueco, →Cahita - Tejones. →Coahuiltecan (Swanton) - Tekesta (Tequesta), arawakan, Florida - Tekkakalt (North Thompson Shuswap), →Shuswap - Telamni, Wechihit, →Southern Valley Yokuts - Teluski →Dorasque - Temanmu, → Nez Percé - Temori, → Varohío, - Tenaktak, →Kwakiutl - Teneinamar. →Coahuiltecan (Swanton) - Tenicapeme. →Coahuiltecan (Swanton) - Tenino, Shahaptian, Oregon: Kowasayee, Ochechote (Uchichol), Skinpah, Tapanash, Tilkuni, Tukspush (John Day River), Wahopum, Waiam, - Tennuth-kutchin, Athapaskan, Aljaska - Tenochca, →Aztec - Tenu, Tonkawan, Teksas. - Tepachuaches. →Coahuiltecan (Swanton) - Tepanec, nahua, Meksiko - Tepeaca, Nahua, Meksiko - Tepecano, piman, Meksiko - Tepehua, totonacan, Meksiko - Tepehuan, piman, Meksiko - Tepemaca. →Coahuiltecan (Swanton) - Tepoca, →Seri - Tequassimo. →Choptank - Tequistlatec (Chontal), tequistlatecan - Tequistlatecan. Plemena: Tequistlatec (Chontal), - Terocodame. →Coahuiltecan (Swanton) - Térraba, → Talamancan - Teshbi, talamancan - Tesuque (Tezuque), →Northern Tewa - Tet. →Coahuiltecan (Swanton) - Tetanauoica. →Coahuiltecan (Swanton) - Tetecores. →Coahuiltecan (Swanton) - Teton Sioux (Lakota), siouan: Brule, Hunkpapa, Miniconjou, Oglala, Oohenonpa (Two Kettle), San Arcs, Sihasapa (Blackfoot) - Tetzino, Tonkawan, Teksas. - Teul, piman, Meksiko - Tewa, Tanoan, Novi Meksiko: Northern Tewa, Tano (Southern Tewa) - Tewepu, → Nez Percé - Thilanottine. → Chipewyan - Thlakalama, →Skilloot - Thluwi'thalbsh →Duwamish - Tiburon, →Seri - Tice, →Rama - Tilijaes. →Coahuiltecan (Swanton) - Tilkuni, →Tenino - Tillamook, →Tillamook - Tillamook, Salishan, Oregon: Nehalem, Nestucca, Salmon River, Tillamook, - Timagami, →Chippewa - Timiskaming, →Algonquin - Timuquanan: Acuera, Fresh Water, Icafui, Mocoço, Ocale (Etocale), Onatheaqua, Osochi, Pohoy (Pooy, Posoy), Potano, Saturiwa, Surruque, Tacatacuru, Tawasa, Tocobaga, Utina (Timucua), Yui, Yustaga. - Tinapihuayas. →Coahuiltecan (Swanton) - Tionontati (Tobacco Nation), Huron iroquoian, Kanada - Tiopane, karankawan, Texas - Tiopines. →Coahuiltecan (Swanton) - Tiou, tonikan, Mississippi - Tipai →Diegueño | - Tirans, →Unalachtigo - Tishin, Tonkawan, Teksas. - Tispaquin (Tuspaquin), →Wampanoag konfederacija - Titshotina, →Nahane - Tiun (Tigun), →Haida - Tiwa, Tanoan, Novi Meksiko: Isleta, Sandia, Picuris, Taos - Tkai'waichash-hlama, →Yakima - Tlacopan, →Aztec - Tlacotepehua-Tepuzteca, Guerrero - Tlakatlala →Skilloot - Tlapanec (Tlapaneco-Yopi), tlapanecan, Meksiko - Tlapanecan. Plemena: Tlapanec (Tlapaneco-Yopi), Subtiaba, Maribichicoa-Guatajigiala, - Tlathenkotin, →Stone Chilcotin - Tlatlasikoala, →Nawiti - Tlauitsis, →Kwakiutl - Tlaxcalteca (Tlascala), nahua, Tlascala - Tleskotin, →Stone Chilcotin - Tlingchadinne (Dogrib, Thlingchadinne),, Athapaskan, Kanada. Lokalne skupine: Lintchanre, Takfwelottine, Tsantieottine, Tseottine, - Tlingit, koluschan Aljaska. Plemena: Auk, Chilkat, Henya (Hanega), Huna, Hutsnuwu, Kake, Kuiu, Sanya, Sitka, Stikine, Sumdum, Taku, Tongass, Yakutat, - Toboso, athapaskan, Meksiko. Likalne skupine: Gocoyome, - Tocas. →Coahuiltecan (Swanton) - Tocobaga, Timuquanan, Florida - Tocone, →Concho - Tocwogh, →Nanticoke konfederacija - Tohaha, Tonkawan, Teksas. - Toho, Tonkawan, Teksas. - Tohome, Muskhogean, Alabama - Toihicha, →Kings River Yokuts - Toiknimapu, → Nez Percé - Tojar, Panama - Tokalatoinu. → Nez Percé - Tolimeca, Guerrero - Tolkepaya (Western Yavapai), →Yavapai. Bande: Hakupakapa (Inyokapa), Hakehelapa Wiltaikapaya, Haka-whatapa (Matakwarapa) - Tolowa, Athapaskan, Kalifornija - Toltec, Meksiko - Toltichi, →Northern Foothill Yokuts - Tolwatin, →Tanana - Tonasket, →Sinkaietk - Tongass, →Tlingit - Tonikan: Grigra, Koroa, Tiou, Tunica, Yazoo - Tonkawa, Tonkawan, Teksas. - Tonkawan: Tonkawa, Yojuane, Mayeye, Ervipiame; Sana, Emet, Cava, Toho, Tohaha, Quiutcanuaha, Tenu, Tetzino, Tishin, Tusolivi, Ujuiap, Nonapho, Sijame, Simaomo; možda coahuiltecan: Muruam, Pulacuam, Choyapin - Tonzaumacagua. →Coahuiltecan (Swanton) - Toosey. →Stone Chilcotin - Topacolme, →Concho - Topinish →Yakima - Toquart (Toquaht), →Nootka - Toquegua, →Mayan - Totonac, totonacan, Meksiko. Lokalne skupine: Chacahuaxtli, Ipapana, Tatimolo, Tetiquilhati - Totonacan. Plemena: Totonac, Tepehua, - Totorame, corachol - Totoson, →Wampanoag konfederacija - Towa (Jemez): Jemez, Pecos - Tozikakat, →Tanana - Tranjik-kutchin, Athapaskan, Aljaska - Tripas Blancas. →Coahuiltecan (Swanton) - Trique, oto-mangue - Tsakuam, →Stalo - Tsakwe'kwabsh → Nisqually - Tsalakmiut, →Luckiamute - Tsamiak, →Luckiamute - Tsanchifin, →Calapooya - Tsanklightemifa, →Calapooya - Tsankupi, →Calapooya - Tsantatawa, →Luckiamute - Tsantieottine, →Tlingchadinne (Dogrib) - Tsantuisha, →Luckiamute - Tsartilp, →Saanich - Tsattine (Beaver), Athapaskan, Kanada - Tsawatenok, →Kwakiutl - Tsawokot, →Calapooya - Tsawout, →Saanich - Tsehump, →Saanich - Tsekani, →Sekani - Tseloni, →Sekani - Tsenes. →Stalo - Tseottine, →Tlingchadinne (Dogrib) - Tsetsaut, Athapaskan, Kanada - Tsimshian, chimmesyan, Kanada. Lokalne skupine: Kilutsai, Kinagingeeg, Kinuhtoiah, Kishpachlaots, Kitlani, Kitsalthlal, Kitunto, Kitwilgioks, Kitwilksheba, Kitzeesh, - Tsineuhiu, →Southern Valley Yokuts - Tsininatak, →Tukatuk - Tsokolaikiinma, → Nez Percé - Tsonai, →Sishiatl (Seechelt), - Tsugwa'lethl → Puyallup - Tsuwa'diabsh → Nisqually - Tuancas. →Coahuiltecan (Swanton) - Tubar, →Tahue - Tübatulabal, →Tübatulabal - Tübatulabal, Shoshonean, Kalifornija. Lokalne skupine: Bankalachi, Palagewan, Tübatulabal, - Tucurrique, - Tuhohi (Tohohai, Tuohayi) →Buena Vista Yokuts - Tukabahchee, →Muskogee - Tukatuk, →Arikara. Bande: Tsininatak, Witauk. - Tuke'liklikespu, → Nez Percé - Tukoratum, →Sinkaietk - Tukpäme, → Nez Percé - Tukspush (John Day River), →Tenino - Tukstanu, →Arikara. Bande: Nakanusts, Nisapst. - Tukwetlbabsh, →Snohomish - Tulamni, →Buena Vista Yokuts - Tule, →Cuna - Tule-Kaweah Yokuts →Chukchansi: Yaudanchi (Yaulanchi, Nutaa), Bokninuwad (Bokninwal), Wükchamni (Wüchamni, Wikchamni, Wikchomni), Yokod (Yokol), Gawia (Kawia) - Tule'lakle, → Puyallup - Tumamar. →Coahuiltecan (Swanton) - Tümpisagavatsits (Timpashauwagotsits), →Chemehuevi - Tumpzi. →Coahuiltecan (Swanton) - Tunèhepu, → Nez Percé - Tungla, Misuluan - Tunica, tonikan, Mississippi - Tunki, → Panamaka - Tunxis, →Wappinger - Tup, karankawan, Texas - Turrin, →Rama - Turucaca, Panama - Tusanes. →Coahuiltecan (Swanton) - Tuscarora, iroquoian, Sjeverna Karolina - Tuskegee, Muskhogean, Alabama - Tusolivi, Tonkawan, Teksas. - Tusonid. →Coahuiltecan (Swanton) - Tutchone, Athapaskan, Kanada - Tutelo, Siouan, Virginia - Tuteneiboica. →Coahuiltecan (Swanton) - Tutlut, →Tanana - Tutse'tcakl, →Sahehwamish - Tututni, Athapaskan, Oregon: Kwatami (Sixes River) Euchre Creek (Yukichetunne), Mikonotunne, Pistol River (Chetleschantunne), Joshua (Chemetunne), Tututunne (Tututni); Khwaishtunnetunne (Wishtenatin, Kwaishtunne, Khustenete), Kaltsergheatunne (Port Orford). - Tututunne (Tututni); →Tututni - Tuwanek, →Sishiatl (Seechelt), - Tuwha'khabsh →Nisqually - Twa'debshab, →Puyallup - Twana, Salishan, Washington: Kolsid, Skokomish, Soatlkobsh, - Tyasks (Tyashk), →Wampanoag konfederacija - Tyigh, shahaptian, Oregon - Tzeltal (Tzental), →Mayan - Tzotzil →Mayan - Tzutuhil, →Mayan |

| - Uchean: Yuchi - Uchití, →Uchití, - Uchití, guaycuran. Plemena: Aripa (Aripe), Cora, Uchití, Periúe, - Uchucklesit, →Nootka - Ucluelet, →Nootka - Ujuiap, Tonkawan, Teksas. - Ukhotno'm (Coast Yuki), yukian, Kalifornija - Ukomno'm, →Yuki - Ulua, misuluan, Nikaragva. Lokalne skupine: Prinzo, Ulua, Guanexico, - Umatilla, shahaptian, Oregon - Umpqua, Athapaskan, Oregon: Nahankhuotana (Cow Creek) - Unalachtigo →Delaware: Amimenipaty, Asomoche, Chikohoki, Eriwonec, Hopokohacking, Kahansuk, Manta, Memankitonna, Nantuxet, Naraticon, Neshamini, Okahoki, Passayonk, Shackamaxon, Siconesse, Tirans, Yacomanshaghking. - Unami →Delaware: Aquackanonk, Assunpink, Axion, Calcefar, Canarsee, Gachwechnagechga, Hackensack, Haverstraw, Meletecunk, Mosilian, Navasink, Pompton, Raritan, Reckgawawanc, Tappan, Waoranec. - Unkechaug (Unchachaug, Unquaches, Unquachog, Unquachock, Unchechauge). → Metoac - Unojita (?).→Coahuiltecan (Swanton) - Upanguayma, →Seri - Upper Brule, →Brule | - Upper Nasoni, →Kadohadacho - Upper Natchitoches, →Kadohadacho - Upper Yanktonai, → Yanktonai - Upper Yatasi, →Kadohadacho - Uracha. →Coahuiltecan (Swanton) - Uren, chibchan - Ures, →Pima Bajo - Urinama, Talamancan - Urraca, Panama - Uspanteca, →Mayan - Utaca (?).→Coahuiltecan (Swanton) - Ute, shoshonean, Utah - Utina (Timucua), Timuquanan, Florida - Utitno'm, →Yuki - Uto-Aztecan: Jumano, - Utsehta ( Little Osage), →Osage |

| - Vacoregue, →Guasave - Vanyume, Shoshonean, Kalifornija - Varohío, taracahitian. Plemena: Chinipa, Varohío, Guasapar, Temori, - Venados. →Coahuiltecan (Swanton) - Vende Flechas. →Coahuiltecan (Swanton) - Ventureño, →Chumash | - Viayam. →Coahuiltecan (Swanton) - Viceita, →Bribri - Viddaquimamar. →Coahuiltecan (Swanton) - Vigitega, Piman, Meksiko - Voto, Kostarika - Vunta-kutchin, Athapaskan, Aljaska |

| - Waaih →Comanche - Wabaquasset, →Nipmuc - Wabasemowenenewak, →Chippewa - Wabuswaianûk (Rabbit Skins), →Paskwawininiwug (Plains Cree) - Waccamaw, Siouan, Južna Karolina - Wachuset, →Pennacook konfederacija - Wacuntug, →Nipmuc - Wahmi, →Chinantec - Wahopum, →Tenino - Wahpekute, →Santee Sioux - Wahpeton, →Santee Sioux - Wahsuahgunewininewug, →Chippewa - Waiam, →Tenino - Waicuri (Guaicura, Guaycura, Cuvé), Guaicura, Meksiko. - Waicuri →guaycuran. Plemena, Waicuri, Callejue - Waiilatpuan: Cayuse, Molala - Wailaki, Athapaskan, Kalifornija - Wakashan: Makah, Ozette, Bella Bella, Kwakiutl, Nootka - Wakichi, →Northern Valley Yokuts - Wakokai, →Muskogee - Waksachi, → Western Mono - Walas Kwakiutl →Kwakiutl vlastiti - Walkey-anyanyepa →Yavepe vlastiti - Walla Walla, Shahaptian, Washington - Walwáma, → Nez Percé - Wamari'i, →Atsugewi - Wamesit, →Pennacook konfederacija - Wampanoag konfederacija, Algonquian, Massachusetts. Plemena: Agawam, Annawon, Assameekg, Assawompset, Assonet, Betty's Neck, Coaxet, Cohannet, Coneconarn (Cawnacome), Cooxissett, Cowsumpsit, Jones River, Loquasquseit, Mattakest (Mattakees, Mattakesset), Mattapoiset, Munponset, Nukkehkummeess, Namasket, Patuxet, Piowant (Piant), Pocasset (Corbitant, Caunbatant, Weetamoo), Pokanoket (Montaup, Sowam), Saltwater Pond, Shawomet (Shanomet), Shimmoah, Tispaquin (Tuspaquin), Totoson, Tyasks (Tyashk), Wauchimoqut. - Wanamakewajejenik, →Chippewa - Wanapam, Shahaptian, Washington - Wando, →Cusabo - Wangunk, →Wappinger - Wanki, → Miskito (Mosquito), - Waoranec, →Unami - Wapisiwisibiwininiwak, →Chippewa - Wappinger, →Wappinger konfederacija - Wappinger, Algonquian, New York. Plemena: Hammonasset, Kitchawong (Kitchawank), Massaco, Menunkatuck, Nochpeem, Paugussett, Podunk, Poquonock, Quinnipiac, Sicaog, Sint Sink (Sintsink), Siwanoy, Tankiteke, Tunxis, Wangunk, Wappinger, Wecquaesgeek. - Wappo (Ashochimi), yukian, Kalifornija - Waptailmin, →Yakima - Waranawonkong, →Munsee - Warihka, →Hukawirat - Warm Spring →Gileño Apači - Warradika →Bannock - Warrasqueoc, →Powhatan - Wasco, Chinookan, Oregon - Washa, Chitimachan, Louisiana - Washo, washoan, Nevada - Washoan: Washo - Washougal, →Watlala - Wateree, Siouan, Južna Karolina - Watlala (Cascade, Dog River, Katlagakya), Chinookan, Oregon: Cathlakaheckit, Cathlathlala, Clahclellah, Neerchokioon, Washougal, Yehuh, - Wauchimoqut. →Wampanoag konfederacija - Wauswagiming, →Chippewa - Wauyukma, Shahaptian, Washington - Wawarsink →Munsee - Wawawipu, → Nez Percé - Wawyachtonoc, →Mahican konfederacija - Waxhaw, Siouan, Južna Karolina | - Wazhush. →Chippewa - Wea, →Miami - Weanoe, →Powhatan - Weapemeoc,. Algonquian, Sjeverna Karolina: Pasquotank, Perquiman, Poteskeet, Yeopim (Weapemeoc) - Weare, →Tanana - Wecquaesgeek. →Wappinger konfederacija - Weitspekan: Yurok - Wela'pakote'li → Kwalhioqua - Wenatchee, salishan, Washington: Sinia'lkumuk, Sinkumchi'muk, Sinpusko'isok, Sintia'tkumuk, Stske'tamihu, Camiltpaw, Shanwappom, Siapkat, Skaddal, - Wendat konfederacija, iroquoianKanada. Plemena: Attignawantan (Bear People), Attigneenongnahac (Cord people), Arendahronon (Rock people), Tahontaenrat (Tohontaenrat, Atahonta'enrat, Tohonta'enrot, White-eared People ili Deer People); Ataronchronon, - Wenimesset, →Nipmuc - Wenrohronon, Huron, iroquoian, New York - Wequadong, →Chippewa - Werowocomoco, →Powhatan - Weshacum, →Pennacook konfederacija - Weskarini, →Algonquin - Westenhuck (Housatonic?), →Mahican konfederacija - Western Mono, Sjeverni Pajuti. Od: Balwisha, Holkoma, Northfork Mono, Posgisa (Poshgisha), *Waksachi, Wobonuch, - Western White Mountain →White Mountain - Westo, →Yuchi - Wewenoc (Ouanwinak, Sheepscot, Wawenock, Wawnock). →konfederacija Abenaki. - Wewi'me, → Nez Percé - Whilkut, Athapaskan, Kalifornija - White Mountain Apači, →San Carlos Apache: Eastern White Mountain, Western White Mountain - Whonkentia, → Manahoac - Wiaquahhechegumeeng, →Chippewa - Wicocomoco, →Nanticoke konfederacija - Wicocomoco, →Powhatan - Wicomese. →Nanticoke konfederacija - Wiekagjoc →Mahican konfederacija - Wikenichapa → Mat-haupapaya - Wikeno, →Heiltsuk - Wiki (Wishosk), →Wiyot - Wikutepa, → Mat-haupapaya - Wimbee, →Cusabo - Wimilchi, →Southern Valley Yokuts - Winnebago, siouan, Wisconsin - Winnebegoshishiwininewak, →Chippewa - Winnecowet, →Pennacook konfederacija - Winnipesaukee, →Pennacook konfederacija - Wintu, Copehan, Kalifornija - Winyaw, Siouan, Južna Karolina - Wipukupa, →Yavepe vlastiti - Wishoskan: Wiyot - Wishram, chinookan, Washington - Wi'skos Se'peo Wini'niwuk, → Menominee. - Witauk. →Tukatuk - Witkispu, → Nez Percé - Witukomno'm, →Yuki - Wiwohka, →Muskogee - Wiyot, →Wiyot - Wiyot, wishoskan. Lokalne skupine: Batawat, Wiki, Wiyot, - Wobonuch, → Western Mono - Woccon, Siouan, Sjeverna Karolina - Wo'lasi Wo'ladji, →Southern Valley Yokuts - Woronoco (Waranoke, Woroanoke, Woronock, Woronoake) →Pocomtuc - Wowol, →Southern Valley Yokuts - Wükchamni (Wüchamni, Wikchamni, Wikchomni), →Tule-Kaweah Yokuts - Wynoochee, salishan, Washington |

| - Xarame. →Coahuiltecan (Swanton) - Xiabu. →Coahuiltecan (Swanton) - Xilotlantzinca, Michoacán, Meksiko - Xinca, Gvatemala | - Xixime, Taracahitian, Meksiko. Lokalne skupine: Hine, Aibine, Hume - Xiximole, →Concho - Xorrhue, - Xurru, →Rama |

| - Yacchicaua, →Concho - Yacdossa. →Coahuiltecan (Swanton) - Yacomanshaghking →Unalachtigo - Yaculsari, →Concho - Yadkin, Siouan, Sjeverna Karolina - Yagats, →Chemehuevi - Yagenechito, Chitimachan, Louisiana - Yahi, Yanan, Kalifornija - Yakima, Shahaptian, Washington: Átanum-lema, Nakchi'sh-hlama, Pisko, Se'tas-lema, Si'-hlama, Si'la-hlama, Si'mkoe-hlama, Tkai'waichash-hlama, Topinish, Waptailmin, - Yakonan: Alsea, Kuitsh (Lower Umpqua), Siuslaw, Yaquina - Yakto'inu, → Nez Percé - Yaku, →Haida - Yakutat, →Tlingit - Yamasee, Muskhogean, Georgia - Yamel, Kalapooian, Oregon: Andshankualth, Andshimmampak, Chamifu, Chamiwi, Champikle, Chinchal, - Yan, →Haida - Yana, Yanan, Kalifornija - Yanan, Yahi, Yana - Yankton, →Yankton Sioux - Yankton Sioux (Nakota) siouan: Yankton, Yanktonai, - Yanktonai, →Yankton Sioux: Upper Yanktonai, Hunkpatina (Lower Yantonai), - Yaochane (Ahuchan, Ochan), →Concho - Yaqui, →Cahita - Yaquina, Yakonan,Oregon - Yasika, →Sumo - Yatasi, →Natchitoches konfederacija - Yatóinu, → Nez Percé - Yaudanchi (Yaulanchi, Nutaa), →Tule-Kaweah Yokuts - Yauelmani, →Southern Valley Yokuts - Yavapai, Yuman, Arizona. Loalne skupine: Kewevikopaya (Southeastern Yavapai), Yavepe (Northeastern Yavapai), Tolkepaya (Western Yavapai), - Yavepe (Northeastern Yavapai), →Yavapai. Lokalne podskupine: Yavepe vlastiti, Mat-haupapaya - Yavepe vlastiti, →Yavepe. Bande: Wipukupa, Matkitwawipa, Walkey-anyanyepa - Yazoo, tonikan, Mississippi | - Ybdacax. - Yecora, →Pima Bajo - Yeguacat. →Concho - Yehuh, →Watlala - Yekolaos. →Cowichan - Yemé. →Coahuiltecan (Swanton) - Yeopim (Weapemeoc) →Weapemeoc - Yisha'ktcabsh → Nisqually - Yman. →Coahuiltecan (Swanton) - Ymic. →Coahuiltecan (Swanton) - Ynezeño (Santa Ynez Chumash), →Chumash - Yojuane, Tonkawan, Teksas. - Yokod (Yokol), →Tule-Kaweah Yokuts - Yokuts, Mariposan, Kalifornija. Glavne skupine: Buena Vista, Chauchila, Chukchansi. - Yokwa'lsshabsh → Nisqually - Yoncalla, Kalapooian, Oregon - Yoricas. →Coahuiltecan (Swanton) - Yosco, Misuluan, Nikaragva - Youghtanund, →Powhatan - Ysbupue. →Coahuiltecan (Swanton) - Yucatec (Maya) →Maya - Yuchi, Uchean, Georgia - Yué. →Coahuiltecan (Swanton) - Yufera, Florida - Yui, Timuquanan, Florida - Yuki, yukian, Kalifornija. Lokalne skupine: Huititno'm, Onkolukomno'm, Sukshaltatano'm, Ta'no'm, Ukomno'm, Utitno'm, Witukomno'm, - Yukian: Ukhotno'm (Coast Yuki), Huchnom, Wappo, Yuki - Yukonikhotana, →Koyukon (Koyukukhotana), - Yuma, Yuman, Arizona - Yuman: Akwa'ala (Paipai), Cochimi, Cocopa, Diegueño, Halchidhoma, Halyikwamai (Kikima), Havasupai, Kamia, Kiliwa (Kiliwi), Kohuana, Maricopa, Mohave, Hualapai (Walapai), Yavapai, Yuma - Yurguimes. →Coahuiltecan (Swanton) - Yurok, weitspekan, Kalifornija - Yustaga, Timuquanan, Florida - Yutuwichan. →Sekani |

| - Zacateco, Nahua, Zacatecas, Meksiko - Zaktcinemuk (Shuswap Lake Shuswap) →Shuswap - Zapadni Keresi (Sitsime, Kawaiko), Novi Meksiko: Acoma, Laguna, - Zapadni Šošoni, Shoshoneanm Idaho - Zapotec, Zapotecan, Meksiko - Zapotecan: Chatino, Zapotec, Soltec, Papabuco, - Zayahueco, Cora, Corachol, Mexico - Zegua, vidi Sigua | - Zhorquin, Panama - Zia (Sia) →Queres - Zoe, Taracahitian, Meksiko.Lokalne skupine: Baimena, - Zoque, Mixe-Zoque, Meksiko - Zorquan. →Coahuiltecan (Swanton) - Zuaque →Cahita - Zuñi, Zuñian, Novi Meksiko - Zuñian Zuñi, Novi Meksiko |

| Logotip Zajedničkog poslužitelja | Zajednički poslužitelj ima još gradiva o temi Sjevernoamerički Indijanci |

| - John Reed Swanton, Alabama - John Reed Swanton, Alaska - John Reed Swanton, Arizona - John Reed Swanton, Arkansas - John Reed Swanton, California - John Reed Swanton, Canada - John Reed Swanton, Colorado - John Reed Swanton, Connecticut - John Reed Swanton, Delaware - John Reed Swanton, Florida - John Reed Swanton, Georgia - John Reed Swanton, Idaho - John Reed Swanton, Illinois - John Reed Swanton, Indiana - John Reed Swanton, Iowa - John Reed Swanton, Kansas - John Reed Swanton, Kentucky | - John Reed Swanton, Louisiana - John Reed Swanton, Maine - John Reed Swanton, Maryland and the District of Columbia - John Reed Swanton, Massachusetts - John Reed Swanton, Mexico - John Reed Swanton, Michigan - John Reed Swanton, Minnesota - John Reed Swanton, Mississippi - John Reed Swanton, Montana - John Reed Swanton, Nebraska - John Reed Swanton, Nevada - John Reed Swanton, New Hampshire - John Reed Swanton, New Jersey - John Reed Swanton, New Mexico - John Reed Swanton, New York Arhivirana inačica izvorne stranice od 6. travnja 2015. (Wayback Machine) - John Reed Swanton, North Carolina - John Reed Swanton, North Dakota | - John Reed Swanton, Ohio - John Reed Swanton, Oklahoma - John Reed Swanton, Oregon - John Reed Swanton, Pennsylvania - John Reed Swanton, Rhode Island - John Reed Swanton, South Carolina - John Reed Swanton, South Dakota - John Reed Swanton, Tennessee - John Reed Swanton, Texas - John Reed Swanton, Utah - John Reed Swanton, Vermont - John Reed Swanton, Virginia - ohn Reed Swanton, Washington - John Reed Swanton, West Indies - John Reed Swanton, West Virginia - John Reed Swanton, Wisconsin - John Reed Swanton, Wyoming - The Canadian Encyclopedia Arhivirana inačica izvorne stranice od 3. veljače 2012. (Wayback Machine) |

| Sjedinjene Američke Države | Sjedinjene Američke Države | Sjedinjene Američke Države |
| -------------------------- | --- | -------------------------- |
|                            | |                            |
| simboli i identitet        | grb • zastava • himna |                            |
|                            | |                            |
| zemljopis                  | politička podjela • savezne države (glavni gradovi) • okruzi • Indijanski rezervat • prekomorska proširenja • gradovi • Washington, D.C. • New York • Los Angeles • klima • Aljaska • rijeke • planine • Apalačko gorje • Stjenjak • Velika jezera • Aljaski zaljev • Mali udaljeni otoci • nacionalni parkovi • vremenske zone |                            |
|                            | |                            |
| povijest                   | Pretkolumbovska Amerika • Kolonijalna povijest SAD-a • Trinaest kolonija • Američka deklaracija o neovisnosti • Očevi osnivači SAD-a • Američki rat za neovisnost • Pariški mir (1783.) • Ugovor o konfederaciji i stalnoj uniji • Divlji zapad • Ustav Sjedinjenih Američkih Država • Američko-meksički rat • Španjolsko-američki rat • Američko-indijanski ratovi • Povijest ženskog prava glasa u SAD • Američki imperijalizam • SAD u Prvom svjetskom ratu‎ • Uncle Sam • Velika gospodarska kriza • Slom burze na Wall Streetu 1929. • SAD u Drugom svjetskom ratu‎ • Napad na Pearl Harbor • Rat na Pacifiku • Projekt Manhattan • Atomsko bombardiranje Hirošime i Nagasakija • Američki ratni zločini • Američko stoljeće • Korejski rat • Hladni rat • Kubanska kriza • Atentat na Johna F. Kennedyja • Program Apollo • Svemirska utrka • I Have a Dream • Vijetnamski rat • Zaljevski rat • Teroristički napadi 11. rujna 2001. • Rat protiv terorizma • Uragan Katrina |                            |
|                            | |                            |
| politika i gospodarstvo    | predsjednik (popis) • Bijela kuća • Federalna vlada • Kongres • Zastupnički dom • Senat • državni tajnik • Vrhovni sud • FBI • CIA • Pentagon • predsjednički izbori • Hrvatsko-američki odnosi • Hrvati u SAD-u • Oružane snage SAD-a • gospodarstvo • američki dolar • Sustav federalnih rezervi • Wall Street • promet • turizam • znanost • Američka akademija umjetnosti i znanosti • obrazovanje • popis sveučilišta • putovnica |                            |
|                            | |                            |
| društvo, kultura i sport   | stanovništvo • etničke grupe • Angloamerikanci • Afroamerikanci • Američki Židovi • Sjevernoamerički Indijanci • jezici • kultura • umjetnost • arhitektura • Kip slobode • državni blagdani • književnost • glazba • country • jazz • R'n'B • kinematografija • Hollywood • Oscar • Zlatni globus • Grammy • Emmy • religija • kršćanstvo • Katolička Crkva • Fulton Sheen • Svjetska baština • kuhinja • sport • SAD na OI • St. Louis 1904. • Los Angeles 1932. • Los Angeles 1984. • Atlanta 1996. • nogometaši • MLS • košarkaši • NBA • hokejaši na ledu • NHL • MLB • AFL • Super Bowl • US Open |                            |
|                            | |                            |
| jezici                     | američki engleski (afroamerički engleski • afroamerički dijalekt) • francuski (kajunski • luizijanski kreolski) • jidiš (jingliš) • njemački (pennsylvanijski) • španjolski (cálo • novomeksički • spanglish) |                            |

| Sjedinjene Američke Države | Sjedinjene Američke Države | Sjedinjene Američke Države |
| -------------------------- | --- | -------------------------- |
|                            | |                            |
| simboli i identitet        | grb • zastava • himna |                            |
|                            | |                            |
| zemljopis                  | politička podjela • savezne države (glavni gradovi) • okruzi • Indijanski rezervat • prekomorska proširenja • gradovi • Washington, D.C. • New York • Los Angeles • klima • Aljaska • rijeke • planine • Apalačko gorje • Stjenjak • Velika jezera • Aljaski zaljev • Mali udaljeni otoci • nacionalni parkovi • vremenske zone |                            |
|                            | |                            |
| povijest                   | Pretkolumbovska Amerika • Kolonijalna povijest SAD-a • Trinaest kolonija • Američka deklaracija o neovisnosti • Očevi osnivači SAD-a • Američki rat za neovisnost • Pariški mir (1783.) • Ugovor o konfederaciji i stalnoj uniji • Divlji zapad • Ustav Sjedinjenih Američkih Država • Američko-meksički rat • Španjolsko-američki rat • Američko-indijanski ratovi • Povijest ženskog prava glasa u SAD • Američki imperijalizam • SAD u Prvom svjetskom ratu‎ • Uncle Sam • Velika gospodarska kriza • Slom burze na Wall Streetu 1929. • SAD u Drugom svjetskom ratu‎ • Napad na Pearl Harbor • Rat na Pacifiku • Projekt Manhattan • Atomsko bombardiranje Hirošime i Nagasakija • Američki ratni zločini • Američko stoljeće • Korejski rat • Hladni rat • Kubanska kriza • Atentat na Johna F. Kennedyja • Program Apollo • Svemirska utrka • I Have a Dream • Vijetnamski rat • Zaljevski rat • Teroristički napadi 11. rujna 2001. • Rat protiv terorizma • Uragan Katrina |                            |
|                            | |                            |
| politika i gospodarstvo    | predsjednik (popis) • Bijela kuća • Federalna vlada • Kongres • Zastupnički dom • Senat • državni tajnik • Vrhovni sud • FBI • CIA • Pentagon • predsjednički izbori • Hrvatsko-američki odnosi • Hrvati u SAD-u • Oružane snage SAD-a • gospodarstvo • američki dolar • Sustav federalnih rezervi • Wall Street • promet • turizam • znanost • Američka akademija umjetnosti i znanosti • obrazovanje • popis sveučilišta • putovnica |                            |
|                            | |                            |
| društvo, kultura i sport   | stanovništvo • etničke grupe • Angloamerikanci • Afroamerikanci • Američki Židovi • Sjevernoamerički Indijanci • jezici • kultura • umjetnost • arhitektura • Kip slobode • državni blagdani • književnost • glazba • country • jazz • R'n'B • kinematografija • Hollywood • Oscar • Zlatni globus • Grammy • Emmy • religija • kršćanstvo • Katolička Crkva • Fulton Sheen • Svjetska baština • kuhinja • sport • SAD na OI • St. Louis 1904. • Los Angeles 1932. • Los Angeles 1984. • Atlanta 1996. • nogometaši • MLS • košarkaši • NBA • hokejaši na ledu • NHL • MLB • AFL • Super Bowl • US Open |                            |
|                            | |                            |
| jezici                     | američki engleski (afroamerički engleski • afroamerički dijalekt) • francuski (kajunski • luizijanski kreolski) • jidiš (jingliš) • njemački (pennsylvanijski) • španjolski (cálo • novomeksički • spanglish) |                            |